# Bahnstrecke Berlin Warschauer Straße–Königs Wusterhausen
| | |                                                                 |                                                                 |
| Streckennummer (DB): | 6007 |                                                                 |                                                                 |
| Kursbuchstrecke (DB): | 200.45, 200.46, 200.47, 200.8, 200.85, 200.9 |                                                                 |                                                                 |
| Kursbuchstrecke: | 98a (Warschauer Str – Grünau; 1934) 98b (Baumschulenweg – Grünau; 1934) 98c (Treptow – Grünau; 1934) 100a (Baumschulenweg – Grünau; 1946) 100d (Warschauer Str – Grünau; 1946) |                                                                 |                                                                 |
| Streckenlänge: | 28,2 km |                                                                 |                                                                 |
| Spurweite: | 1435 mm (Normalspur) |                                                                 |                                                                 |
| Streckenklasse: | B2 (Warschauer Str – Wildau) C4 (Wildau – Kö Wusterh) |                                                                 |                                                                 |
| Stromsystem: | 750 V = |                                                                 |                                                                 |
| Streckengeschwindigkeit: | 100 km/h |                                                                 |                                                                 |
| Zugbeeinflussung: | ZBS (Warschauer Str – Treptower Park) Fahrsperre (Treptower Park – Kö Wusterh)                                                                                                 |                                                                 |                                                                 |
| Zweigleisigkeit: | Warschauer Str – Zeuthen |                                                                 |                                                                 |
| | |                                                                 |                                                                 |
| \| \| \| von Berlin Ostbahnhof \| \| \| \| \| von Berlin Wriezener Bf \| \| \| \| \| Berlin Warschauer Straße \| \| \| \| \| Vsr (ehem. Abzw)[A 1] \| \| \| \| \| nach Bln-Lichtenberg \| \| \| \| \| \| \| \| \| \| nach Bln-Rummelsburg (S-Bahn) und nach Bln-Lichtenberg (S-Bahn) \| \| \| \| \| \| \| \| \| −0,154 \| Nordringkurve \| Nordringkurve \| \| \| 0,000 \| Berlin Ostkreuz (Bstg A und C) \| Berlin Ostkreuz (Bstg A und C) \| \| \| \| nach Bln-Rummelsburg \| \| \| \| \| Südringkurve \| \| \| \| \| Ringbahn von Ostkreuz (Ring-S) \| \| \| \| \| Ringbahn von Ostkreuz (Ring-F) \| \| \| \| \| Ringbahnbrücke Oberspree (Spree) \| \| \| \| 1,520 \| Berlin Treptower Park \| Berlin Treptower Park \| \| \| \| Vga (ehem. Abzw) \| \| \| \| \| Ringbahn nach Berlin-Neukölln (S-Bahn) \| \| \| \| \| Ringbahn nach Berlin-Treptow Gbf \| \| \| \| \| von Berlin Görlitzer Bf \| \| \| \| 2,800 \| Vtw (ehem. Abzw) \| Vtw (ehem. Abzw) \| \| \| \| Ausstellung \| \| \| \| 3,500 \| Blockstation I \| Blockstation I \| \| \| 3,519 \| Berlin-Plänterwald \| Berlin-Plänterwald \| \| \| 4,200 \| Bk 5 (ex Blockstation II) \| Bk 5 (ex Blockstation II) \| \| \| \| von Berlin-Neukölln (S-Bahn) \| \| \| \| \| von Berlin-Neukölln \| \| \| \| 5,170 \| Berlin-Baumschulenweg \| Berlin-Baumschulenweg \| \| \| \| (Britzer Verbindungskanal) \| \| \| \| 6,100 \| Blockstation III \| Blockstation III \| \| \| 7,120 \| Berlin-Schöneweide Pbf \| Berlin-Schöneweide Pbf \| \| \| \| nach Berlin-Spindlersfeld \| \| \| \| \| Berlin-Schöneweide Vbf \| \| \| \| 8,430 \| Berlin-Johannisthal \| Berlin-Johannisthal \| \| \| 10,250 \| Berlin-Adlershof \| Berlin-Adlershof \| \| \| \| zum Berliner Außenring \| \| \| \| \| (Teltowkanal) \| \| \| \| 11,700 \| Grünauer Kreuz West (ehem. Bk Kanne) \| Grünauer Kreuz West (ehem. Bk Kanne) \| \| \| \| zum Südlichen Außenring \| \| \| \| \| Berliner Außenring \| \| \| \| \| vom/zum Berliner Außenring \| \| \| \| 12,171 \| Grünauer Kreuz S-Bahn \| Grünauer Kreuz S-Bahn \| \| \| \| nach Berlin-Schönefeld Flughafen \| \| \| \| \| vom Güteraußenring \| \| \| \| 13,494 \| Berlin-Grünau \| Berlin-Grünau \| \| \| \| von/nach Berlin Flughafen BER \| \| \| \| \| Bohnsdorf Süd \| \| \| \| \| Landesgrenze Berlin/Brandenburg \| \| \| \| 19,050 \| Eichwalde \| Eichwalde \| \| \| 21,719 \| Zeuthen \| Zeuthen \| \| \| 25,125 \| Wildau \| Wildau \| \| \| \| (Nottekanal) \| \| \| \| \| von Grunow \| \| \| \| 27,669 \| Königs Wusterhausen \| Königs Wusterhausen \| \| \| \| nach Mittenwalde \| \| \| \| \| nach Cottbus \| \| \| \| \| \| \| \| km-Angaben beziehen sich nur auf die Vorortgleise \| \| \| \| | |                                                                 |                                                                 |
| Strecke · Strecke | | von Berlin Ostbahnhof                                           | von Berlin Ostbahnhof                                           |
| Strecke · Strecke · Strecke von links (außer Betrieb) | | von Berlin Wriezener Bf                                         | von Berlin Wriezener Bf                                         |
| Strecke · S-Bahnhof · Betriebs-/Güterbahnhof Strecke bis hier außer Betrieb | | Berlin Warschauer Straße                                        | Berlin Warschauer Straße                                        |
| Strecke · ehemalige Blockstelle · Strecke | | Vsr (ehem. Abzw)                                                | Vsr (ehem. Abzw)                                                |
| Strecke · Strecke · Strecke nach links | | nach Bln-Lichtenberg                                            | nach Bln-Lichtenberg                                            |
| | |                                                                 |                                                                 |
| Strecke · Abzweig geradeaus und nach links · Strecke quer | | nach Bln-Rummelsburg (S-Bahn) und nach Bln-Lichtenberg (S-Bahn) | nach Bln-Rummelsburg (S-Bahn) und nach Bln-Lichtenberg (S-Bahn) |
| | |                                                                 |                                                                 |
| Strecke · Abzweig geradeaus und ehemals nach links · Strecke quer (außer Betrieb) | −0,154 | Nordringkurve                                                   | Nordringkurve                                                   |
| Strecke · ehemaliger S-Bahnhof | 0,000 | Berlin Ostkreuz (Bstg A und C)                                  | Berlin Ostkreuz (Bstg A und C)                                  |
| Strecke nach links · Kreuzung geradeaus oben · Strecke quer | | nach Bln-Rummelsburg                                            | nach Bln-Rummelsburg                                            |
| Strecke | | Südringkurve                                                    | Südringkurve                                                    |
| Abzweig geradeaus und von links · Strecke quer | | Ringbahn von Ostkreuz (Ring-S)                                  | Ringbahn von Ostkreuz (Ring-S)                                  |
| Abzweig geradeaus und ehemals nach links · Abzweig von links und ehemals von rechts | | Ringbahn von Ostkreuz (Ring-F)                                  | Ringbahn von Ostkreuz (Ring-F)                                  |
| Brücke über Wasserlauf · Brücke über Wasserlauf | | Ringbahnbrücke Oberspree (Spree)                                | Ringbahnbrücke Oberspree (Spree)                                |
| S-Bahnhof · Strecke | 1,520 | Berlin Treptower Park                                           | Berlin Treptower Park                                           |
| Strecke · ehemalige Blockstelle | | Vga (ehem. Abzw)                                                | Vga (ehem. Abzw)                                                |
| Strecke quer · Abzweig geradeaus und nach rechts · Strecke | | Ringbahn nach Berlin-Neukölln (S-Bahn)                          | Ringbahn nach Berlin-Neukölln (S-Bahn)                          |
| Abzweig ehemals quer und von links · Kreuzung geradeaus unten · Strecke nach rechts | | Ringbahn nach Berlin-Treptow Gbf                                | Ringbahn nach Berlin-Treptow Gbf                                |
| Abzweig geradeaus, ehemals von links und ehemals von rechts · Abzweig geradeaus und ehemals nach rechts | | von Berlin Görlitzer Bf                                         | von Berlin Görlitzer Bf                                         |
| ehemalige Blockstelle · Strecke | 2,800 | Vtw (ehem. Abzw)                                                | Vtw (ehem. Abzw)                                                |
| ehemaliger Bahnhof · Strecke | | Ausstellung                                                     | Ausstellung                                                     |
| ehemalige Blockstelle · ehemalige Blockstelle | 3,500 | Blockstation I                                                  | Blockstation I                                                  |
| Strecke · S-Bahn-Halt | 3,519 | Berlin-Plänterwald                                              | Berlin-Plänterwald                                              |
| ehemalige Blockstelle · ehemalige Blockstelle | 4,200 | Bk 5 (ex Blockstation II)                                       | Bk 5 (ex Blockstation II)                                       |
| Kreuzung geradeaus oben · Abzweig geradeaus und von rechts | | von Berlin-Neukölln (S-Bahn)                                    | von Berlin-Neukölln (S-Bahn)                                    |
| Abzweig geradeaus und von rechts · Strecke | | von Berlin-Neukölln                                             | von Berlin-Neukölln                                             |
| Blockstelle · S-Bahnhof | 5,170 | Berlin-Baumschulenweg                                           | Berlin-Baumschulenweg                                           |
| Brücke über Wasserlauf · Brücke über Wasserlauf | | (Britzer Verbindungskanal)                                      | (Britzer Verbindungskanal)                                      |
| ehemalige Blockstelle · ehemalige Blockstelle | 6,100 | Blockstation III                                                | Blockstation III                                                |
| Bahnhof · S-Bahnhof | 7,120 | Berlin-Schöneweide Pbf                                          | Berlin-Schöneweide Pbf                                          |
| Abzweig geradeaus und ehemals nach links · Kreuzung geradeaus unten und links (Querstrecke außer Betrieb) | | nach Berlin-Spindlersfeld                                       | nach Berlin-Spindlersfeld                                       |
| ehemaliger Dienststation / Betriebs- oder Güterbahnhof · Strecke | | Berlin-Schöneweide Vbf                                          | Berlin-Schöneweide Vbf                                          |
| Strecke · S-Bahn-Halt | 8,430 | Berlin-Johannisthal                                             | Berlin-Johannisthal                                             |
| Blockstelle · S-Bahn-Halt | 10,250 | Berlin-Adlershof                                                | Berlin-Adlershof                                                |
| Abzweig geradeaus und nach links · Kreuzung geradeaus oben | | zum Berliner Außenring                                          | zum Berliner Außenring                                          |
| Brücke über Wasserlauf · Brücke über Wasserlauf | | (Teltowkanal)                                                   | (Teltowkanal)                                                   |
| Blockstelle · ehemalige Blockstelle | 11,700 | Grünauer Kreuz West (ehem. Bk Kanne)                            | Grünauer Kreuz West (ehem. Bk Kanne)                            |
| Abzweig geradeaus und nach rechts · Strecke | | zum Südlichen Außenring                                         | zum Südlichen Außenring                                         |
| Kreuzung links · Kreuzung rechts | | Berliner Außenring                                              | Berliner Außenring                                              |
| Abzweig geradeaus, von links und von rechts · Kreuzung geradeaus oben | | vom/zum Berliner Außenring                                      | vom/zum Berliner Außenring                                      |
| Strecke · Blockstelle | 12,171 | Grünauer Kreuz S-Bahn                                           | Grünauer Kreuz S-Bahn                                           |
| Kreuzung geradeaus oben · Abzweig geradeaus und nach rechts | | nach Berlin-Schönefeld Flughafen                                | nach Berlin-Schönefeld Flughafen                                |
| Abzweig geradeaus und ehemals von rechts · Strecke | | vom Güteraußenring                                              | vom Güteraußenring                                              |
| Dienststation / Betriebs- oder Güterbahnhof · S-Bahnhof | 13,494 | Berlin-Grünau                                                   | Berlin-Grünau                                                   |
| Abzweig geradeaus, nach rechts und von rechts · Strecke | | von/nach Berlin Flughafen BER                                   | von/nach Berlin Flughafen BER                                   |
| Blockstelle · Strecke | | Bohnsdorf Süd                                                   | Bohnsdorf Süd                                                   |
| Grenze · Grenze | | Landesgrenze Berlin/Brandenburg                                 | Landesgrenze Berlin/Brandenburg                                 |
| ehemaliger Dienststation / Betriebs- oder Güterbahnhof · S-Bahn-Halt | 19,050 | Eichwalde                                                       | Eichwalde                                                       |
| ehemaliger Dienststation / Betriebs- oder Güterbahnhof · S-Bahnhof | 21,719 | Zeuthen                                                         | Zeuthen                                                         |
| ehemaliger Dienststation / Betriebs- oder Güterbahnhof · S-Bahnhof | 25,125 | Wildau                                                          | Wildau                                                          |
| Brücke über Wasserlauf · Brücke über Wasserlauf | | (Nottekanal)                                                    | (Nottekanal)                                                    |
| Strecke nach links · Abzweig geradeaus, von links und von rechts | | von Grunow                                                      | von Grunow                                                      |
| Bahnhof mit S-Bahn-Halt | 27,669 | Königs Wusterhausen                                             | Königs Wusterhausen                                             |
| Abzweig geradeaus und ehemals nach rechts | | nach Mittenwalde                                                | nach Mittenwalde                                                |
| Strecke | | nach Cottbus                                                    | nach Cottbus                                                    |
| | |                                                                 |                                                                 |
| km-Angaben beziehen sich nur auf die Vorortgleise | |                                                                 |                                                                 |

Die Bahnstrecke Berlin Warschauer Straße – Königs Wusterhausen ist eine elektrifizierte, überwiegend zweigleisige Hauptbahn in Berlin und dem brandenburgischen Landkreis Dahme-Spreewald. Sie ist Teil des Berliner S-Bahn-Netzes und verläuft in weiten Teilen parallel zur Fernbahnstrecke Berlin – Görlitz (Görlitzer Bahn). Das Kernstück der Strecke ging 1906–1909 zwischen Berlin Treptower Park und Berlin-Grünau zur Entlastung der Görlitzer Bahn vom Vorortverkehr in Betrieb. Unter Einbeziehung der 1871 in Betrieb genommenen Südringkurve am Bahnhof Berlin Ostkreuz und der 1914–1921 realisierten Erweiterung im Kreuzungsbereich mit der Berliner Ringbahn zwischen Ostkreuz und Treptower Park entstand so ein durchgehender Schienenstrang von der Berliner Stadtbahn in den wald- und seenreichen Südosten Berlins. Die stadtseitige Verlängerung der Vorortgleise von der Ringbahn zum Görlitzer Bahnhof war wiederholt angedacht, wurde aber nie realisiert. In den Jahren 1928/1929 erfolgte die Elektrifizierung (750 V Gleichspannung mit Stromschiene) der Strecke im Rahmen der „Großen Elektrisierung“ der Stadt-, Ring- und Vorortbahnen, aus denen 1930 die Berliner S-Bahn hervorging. Anfang der 1940er Jahre fanden Arbeiten zur Verlängerung der Strecke von Grünau nach Königs Wusterhausen statt, die aufgrund des Zweiten Weltkriegs eingestellt werden mussten. 1951 weitete die Deutsche Reichsbahn den elektrischen Betrieb bis Königs Wusterhausen aus.
Die Strecke ist sowohl mit der Stadtbahn als auch mit der nördlichen und südlichen Ringbahn verknüpft. Zweigstrecken führen nach Spindlersfeld und zum Flughafen Schönefeld. Der Mittelabschnitt zwischen Baumschulenweg und Schöneweide wird von planmäßig sechs Zuggruppen im 20-Minuten-Takt befahren, was einer durchschnittlichen Zugfolge von rund dreieinhalb Minuten entspricht.

## Verlauf

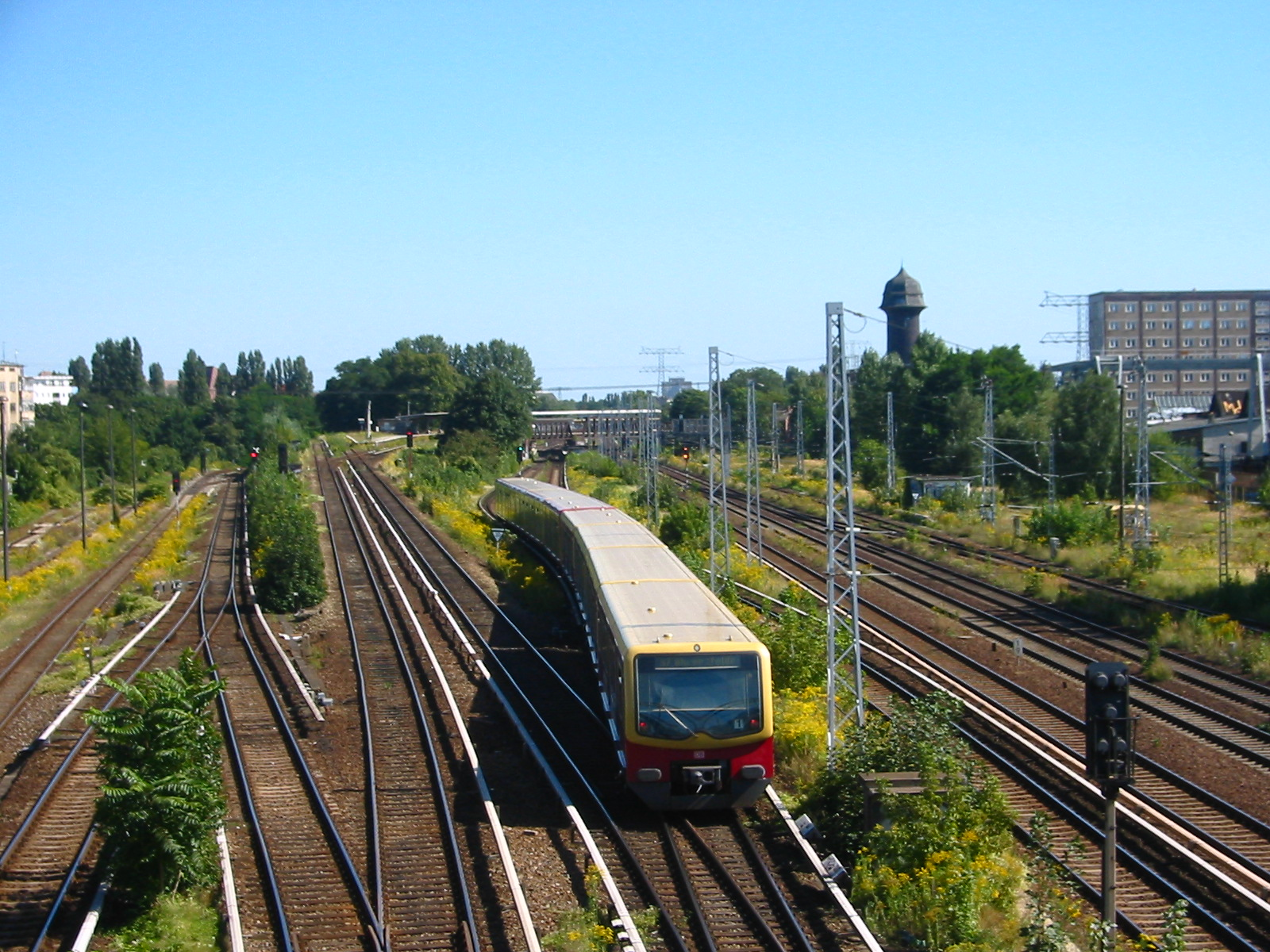
Streckenanfang in Höhe der ehemaligen Abzweigstelle Vsr, 2005. Der S-Bahn-Zug der Linie S7 fährt von Warschauer Straße kommend auf den Verlängerten Stadtgleisen über Ostkreuz (Bahnsteig D) und Lichtenberg nach Ahrensfelde, links davon liegen die Gleise nach und von Treptower Park sowie das Gegengleis von Lichtenberg.

Die Strecke ist unter der Nummer 6007 im Verzeichnis der örtlich zulässigen Geschwindigkeiten (VzG) registriert. Der Anfangspunkt liegt in Höhe der Trennung der Nord- und Südringkurve westlich des abgetragenen Bahnsteigs A des Bahnhofs Ostkreuz. Die Zuführung beider Ringkurven zweigte auf Höhe der Modersohnbrücke an der ehemaligen Abzweigstelle Vsr von den Vorortgleisen der Ostbahn ab, seit der Wiederinbetriebnahme der Südringkurve ist diese auch an die Vorortgleise der Schlesischen Bahn angeschlossen. Die Strecke steigt ab Vsr auf einem Damm auf das Niveau der Ringbahn an und überquert die Gleise der Schlesischen Bahn. Der Nullkilometer ist am Bahnhof Ostkreuz in Höhe der ehemaligen Bahnsteige A und C. Die Gleise tangieren anschließend den Bahnhof Ostkreuz südwestlich und verlaufen nach Überquerung des S-Bahn-Ringgleises Ostkreuz – Treptower Park mittig zwischen beiden S-Bahn-Ringgleisen. 
Nach der Ringbahnbrücke über die Spree erreicht die Strecke den Bahnhof Treptower Park, wo ein Wechsel zwischen Ring- und Vorortgleisen möglich ist. Südlich des Bahnhofs verlässt die Strecke die Ringbahn und wendet sich den Ferngleisen der Görlitzer Bahn zu, die südlich beziehungsweise östlich zu den Vorortgleisen verlaufen. Beide Strecken verlaufen im Abstand von nur wenigen hundert Metern parallel zum Straßenzug Am Treptower Park – Köpenicker Landstraße – Schnellerstraße – Michael-Brückner-Straße – Adlergestell. Nach dem Haltepunkt Plänterwald fädelt im Bahnhof Baumschulenweg die Verbindungsbahn von Neukölln in die Strecke ein. Südlich des Bahnhofs quert die Strecke den Britzer Verbindungskanal. Am Kreuzungspunkt mit dem Sterndamm befindet sich mit dem Bahnhof Schöneweide der betriebliche Mittelpunkt der Strecke. In Schöneweide gehen die Zweigbahn nach Spindlersfeld und die Verbindung zur S-Bahn-Hauptwerkstatt Schöneweide ab, es besteht Übergang zum Regionalverkehr. Südlich des Personenbahnhofs ist eine zehngleisige Abstellanlage. 
Im weiteren Verlauf folgen der Haltepunkt Johannisthal und der Haltepunkt Adlershof. Nach Überquerung des Teltowkanals fädelt zunächst im Grünauer Kreuz die Flughafen-S-Bahn Richtung Schönefeld aus, bevor die Vorortstrecke den Bahnhof Grünau erreicht. An den Bahnhof ist die Betriebswerkstatt Grünau angeschlossen. Hinter Grünau wendet sich die Strecke mehr gen Süden zu und passiert unmittelbar nördlich des Haltepunkts Eichwalde die Berliner Stadtgrenze. Hinter dem folgenden Bahnhof Zeuthen verläuft die Strecke nur noch eingleisig mit Wildau als einzigem Zwischenbahnhof. Im Nordkopf des Endbahnhofs Königs Wusterhausen kreuzt die Görlitzer Bahn zunächst den Nottekanal. Von Osten kommt die Nebenbahn Grunow – Königs Wusterhausen. Das Ferngleis der Görlitzer Bahn ist mit dieser über eine das S-Bahn-Gleis kreuzende Weichenstraße verbunden. Die Vorortstrecke endet dahinter stumpf am Gleis 2 des Mittelbahnsteigs B. Nördlich der Kanalbrücke ist eine nur noch von Süden zugängliche zweigleisige Abstellanlage.

## Geschichte
Die Strecke kann grob in vier Bauabschnitte unterteilt werden. Der nördlichste Abschnitt ist die 1871 eröffnete und 1882 in ihre heutigen Lage verschobene Südringkurve von Warschauer Straße nach Treptower Park. Daran anschließend folgt die 1896 aufgebaute Verbindungskurve von Treptower Park zum ehemaligen Bahnhof Ausstellung an der Görlitzer Bahn in Höhe der Bulgarischen Straße. Der zentrale Abschnitt, die parallel zur 1866 eröffneten Görlitzer Bahn verlaufende Vorortstrecke bis Grünau, ging 1906 bis 1909 in Betrieb. Das jüngste Teilstück von Grünau bis Königs Wusterhausen wurde 1951 eröffnet.

### Anfänge (1866–1900)

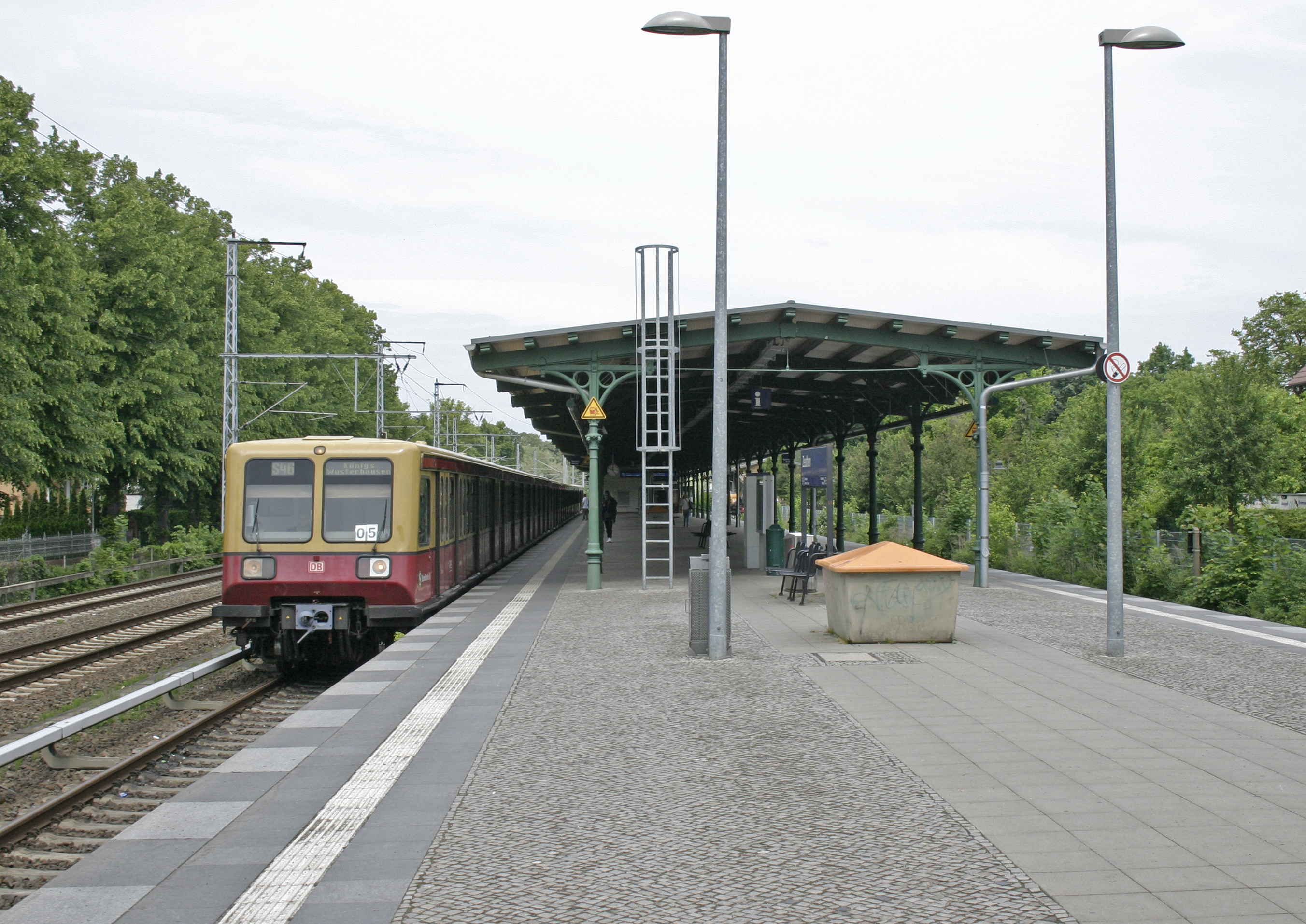
Der Bahnhof Zeuthen ging 1897 in Betrieb, 2018

Die Strecke Berlin Görlitzer Bf – Görlitz der Berlin-Görlitzer Eisenbahn-Gesellschaft ging am 31. Dezember 1866 für den Regelverkehr zwischen Berlin und Cottbus in Betrieb. Die ersten Unterwegshalte befanden sich in Grünau und Königs Wusterhausen. Im Juni 1868 kamen der Haltepunkt Neuer Krug, aus dem sich der spätere Bahnhof Berlin-Schöneweide entwickelte, im Juni 1874 der Haltepunkt Adlershof und 1889 die Haltestelle Baumschulenweg hinzu.
Die östliche Ringbahn zwischen Moabit und Schöneberg ging am 17. Juli 1871 für den Güterverkehr in Betrieb. Südlich von Treptow kreuzte die Ringbahn die Görlitzer Bahn. Zwischen beiden Strecken ging gleichzeitig der sogenannte Innere Ringbahnanschluss Görlitzer Bahnhof – Rixdorf in Betrieb. Am Kreuzungspunkt der Ringbahn mit der Schlesischen Bahn und Ostbahn bestanden ebenfalls innere Verbindungskurven zum Frankfurter Bahnhof (Südkurve) und Ostbahnhof (Nordkurve). Ab dem 1. Januar 1872 fuhren Personenzüge auf der Ringbahn. Südlich der Abzweigstelle Vn, an der die Verbindungskurve zur Niederschlesisch-Märkischen Bahn von der Ringbahn abging, befand sich der Bahnhof Stralau, bis April 1872 als Niederschlesisch-Märkischer Anschluß bezeichnet, von wo aus Anschlusszüge von der Ringbahn nach dem Frankfurter Bahnhof verkehrten. Am 1. Februar 1875 ging die zwischen Görlitzer Bahn und Oberspree gelegene Ringbahnhaltestelle Treptow in Betrieb.
Während des Baus der Berliner Stadtbahn erfuhren die Niederschlesisch-Märkische Bahn, Ostbahn und die Ringbahnanschlüsse einen größeren Umbau. Während das nördliche Gleispaar („Stadtgleise“) dem Lokalverkehr vorbehalten war, diente das südliche Gleispaar („Ferngleise“) dem Vorort- und Fernverkehr. Im Schlesischen Bahnhof mündeten die Ferngleise in die Niederschlesisch-Märkische Bahn, die östlich der Ringbahnkreuzung eine Gleisverbindung zur Ostbahn aufwies. Auf der Ostbahn fand westlich dieser Verbindung nur noch Güterverkehr statt. Zwischen Ostbahn und Niederschlesisch-Märkischer Bahn wurden die Stadtgleise gelegt und diese über zwei zweigleisige Verbindungskurven an die Ringbahn angeschlossen. Die neuen Ringbahnanschlüsse befanden sich in Dammlage und ersetzten die Anschlusskurven von 1871. Sie wurden vermutlich ab Mitte 1880 zunächst eingleisig befahren, gleichzeitig gingen die alten Kurven außer Betrieb. Mit der Eröffnung der Stadtbahn für den Lokalverkehr am 7. Februar 1882 ging an der Verzweigung der Nord- und Südringkurve der Bahnhof Stralau-Rummelsburg in Betrieb. Der Bahnhof Stralau wurde gleichzeitig geschlossen.
Am 1. Oktober 1885 ging bei Treptow der äußere Görlitzer Anschluss für den Güterverkehr in Betrieb. Die eingleisige Verbindungskurve verließ an der Abzweigstelle Vtw die Görlitzer Bahn und mündete südlich von Treptow in der Abzweigstelle Vga in die Ringbahn. Ab dem 6. November 1885 befuhren auch Personenzüge zwischen Görlitzer Bahn und Stadtbahn die Kurve. 1888 erhielt Treptow ein neues Empfangsgebäude und einen Mittelbahnsteig anstelle der bisherigen beiden Seitenbahnsteige. Mit Gesetz vom 10. Mai 1890 bewilligte der preußische Staat 6,1 Millionen Mark für den weiteren Ausbau der Bahnanlagen im Bereich von Treptow. Vorgesehen waren der viergleisige Ausbau der Ringbahn für die getrennte Abwicklung des Personen- und Güterverkehrs zwischen Stralau-Rummelsburg und Treptow und der Bau eines zweiten äußeren Ringbahnanschlusses für die Personenzüge zwischen Vga und Vtw. Im Vorfeld der für 1896 anvisierten Gewerbeausstellung im Treptower Park ergänzte die Königliche Eisenbahndirektion Berlin (KED Berlin) die Pläne um den Bau eines zweiten Bahnsteigs in Treptow und eines Ausstellungsbahnhofs an der Görlitzer Bahn mit acht Bahnsteiggleisen. Die inneren Gleise sollten dem Durchgangsverkehr auf der Görlitzer Bahn dienen, die äußeren waren als Kopfgleise für die Sonderzüge vom Görlitzer Bahnhof und der Stadtbahn vorgesehen. Gleichzeitig wurden die an den beiden Ringkurven gelegenen Bahnsteige im Bahnhof Stralau-Rummelsburg gelegenen Bahnsteige erneuert und mit einem schienenfreien Zugang versehen.
Die Anlagen konnten rechtzeitig zur Gewerbeausstellung in Betrieb gehen. Der neue Bahnsteig B in Treptow befand sich an den Gütergleisen der Ringbahn und wurde während der Dauer der Ausstellung ausschließlich von den Ringbahnzügen angefahren. Bahnsteig A war den Zügen zwischen Stadtbahn und Görlitzer Bahn vorbehalten. Über niveaugleiche Gleiswechsel an den Abzweigstellen Vga und Slb (Trennung Ringbahn/Südringkurve) konnten die Ringpersonenzüge zwischen den Personen- und Gütergleisen der Ringbahn wechseln. Nach dem Ende der Ausstellung wurde der Verkehr vorwiegend über Bahnsteig A abgewickelt, während Bahnsteig B nur sonntags während des Sommerfahrplans angefahren wurde. Südlich von Grünau gingen vor der Jahrhundertwende die Bahnhöfe Bahnhof Eichwalde-Schmöckwitz (1898), Zeuthen (1897) und Wildau (1899) in Betrieb. Die Bahnhöfe ersetzten teilweise ältere Haltestellen an gleicher Stelle.

### Bau des Vorortgleispaars Treptow – Grünau (1900–1910)
Der Vorortverkehr auf der Görlitzer Bahn hatte um die Jahrhundertwende stark zugenommen. Waren 1884 noch 80 Vorortzugpaare unterwegs, zählte man 1904 sonntäglich 206 Zugpaare. Seit 1891 galt auf der Strecke bis Königs Wusterhausen zudem der Berliner Vororttarif. Insbesondere im sonntäglichen Ausflugsverkehr verzeichneten einzelne Unterwegsbahnhöfe überdurchschnittlich hohe Fahrgastzahlen. So lag das Aufkommen in Grünau am Pfingstmontag 1904 bei 82.000 Fahrgästen und damit um mehr als das 18-fache gegenüber der durchschnittlichen Zahl im gleichen Jahr (≈ 4400/Tag). Da die bisherige zweigleisige Strecke mit den Zugzahlen an ihre Belastungsgrenze stieß, fasste die KED Berlin den Entschluss, die Strecke um ein separates Vorortgleispaar in Verlängerung der Anschlussstrecke zum Ausstellungsbahnhof zu ergänzen. Von Vorteil erwies sich hierbei der gleichzeitig stattfindende Bau des Teltowkanals, mit dessen Erdaushub die Strecke hochgelegt werden und Bahnübergänge beseitigt werden konnten. Der erste Bauabschnitt reichte von der Ringbahn bis Adlershof-Altglienicke und umfasste zusätzlich den Neubau des Verschiebebahnhofs Schöneweide und den zweigleisigen Ausbau der Verbindungsbahn Neukölln – Baumschulenweg. Die Bauarbeiten begannen am 1. September 1902. Weitere Ausbaustufen sahen die Verlängerung der Vorortgleise bis Grünau, den Bau eines zweiten Personengleises zwischen Rixdorf und Baumschulenweg sowie den Bau eines weiteren Vorortgleises zwischen Niederschöneweide-Johannisthal und dem Görlitzer Bahnhof vor.
Das Vorortgleispaar verlief auf der Nordostseite der Ferngleise und wurde mit wenigen Ausnahmen überwiegend eben geführt. Bei Kilometer 3,4 senkte sich das Gleispaar ab, um die Überführung eines später angedachten Vorortgleises zum Görlitzer Bahnhof zu ermöglichen. Bei Kilometer 4,6 nördlich von Baumschulenweg stieg das Gleis Treptow – Baumschulenweg für die Unterführung des Personengleises Rixdorf – Baumschulenweg an. Beide Rampen wiesen Neigungen von 10 Promille auf. Südlich von Niederschöneweide-Johannisthal wurden die Streckengleise auseinandergezogen und in der dazwischenliegenden Fläche eine großzügige Abstellanlage errichtet. Beide Gleispaare vereinigten sich bei Kilometer 10,2 im Nordkopf des Bahnhofs Adlershof-Altglienicke. Nach der Überquerung des Teltowkanals senkte sich das Gleispaar auf Planniveau ab. Die Ortsgüterbahnhöfe von Niederschöneweide und Adlershof, die sich jeweils nordöstlich der Strecke befanden wurden niveaufrei an den Verschiebebahnhof Niederschöneweide angebunden, die Zuführungsgleise unterquerten jeweils die Hauptgleise der Strecke. Die 1892 für den Vorortverkehr eröffnete Zweigstrecke nach Spindlersfeld war an beide Gleispaare angebunden.

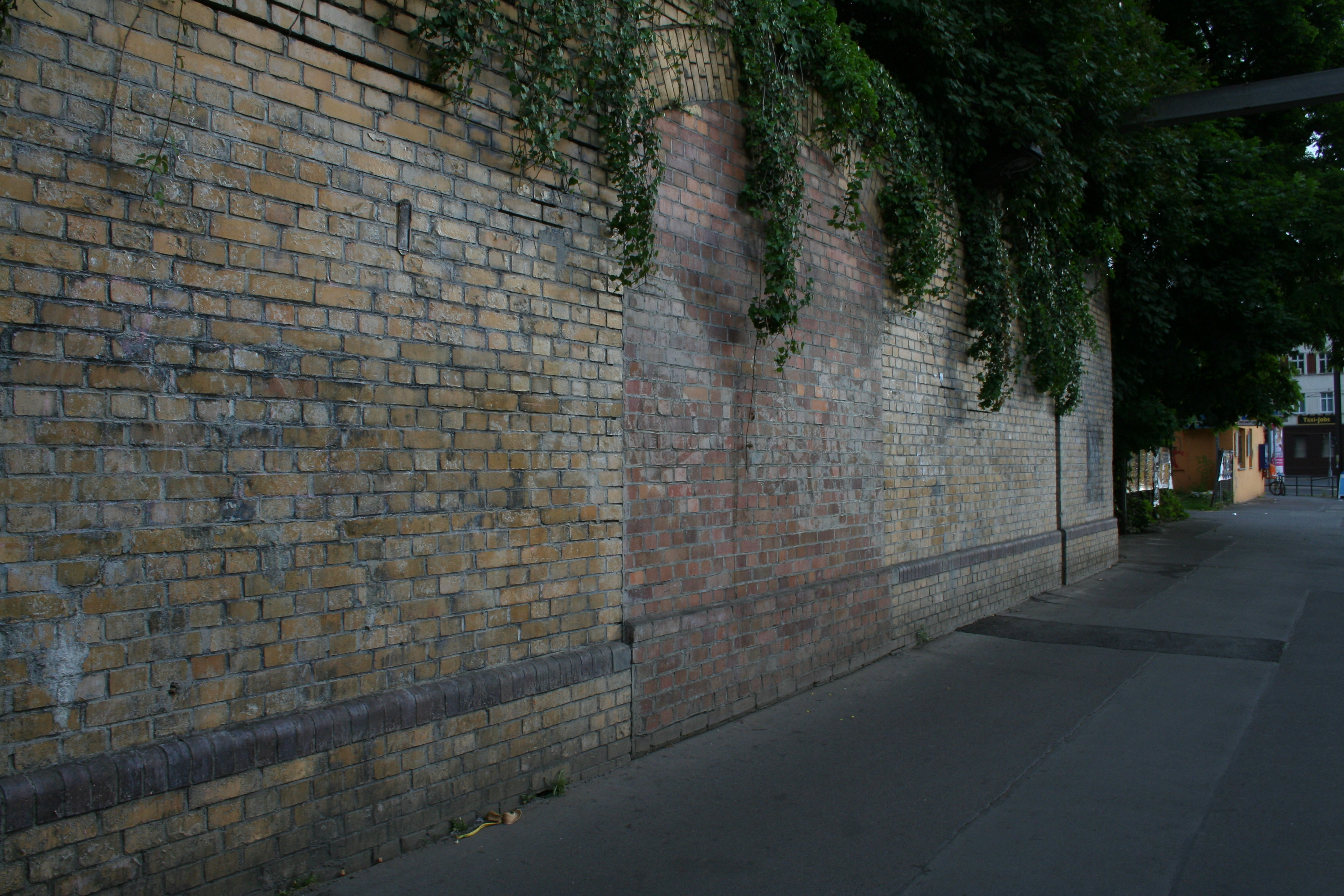
Bauvorleistung für den nicht verwirklichten dritten Vorortbahnsteig in Berlin-Schöneweide, 2012

Im ersten Schritt musste der Verschiebebahnhof Niederschöneweide-Johannisthal an neuer Stelle errichtet werden, um Baufreiheit für den Ausbau des Personenbahnhofs zu schaffen. Ab Ende 1903 konnten die Güterzüge der Relation Cottbus – Berlin im neuen Verschiebebahnhof rangiert werden. Anschließend wurden Teile des alten Güterbahnhofs abgebaut und der Damm für das Ferngleispaar aufgeschüttet. Am 1. April 1905 konnten der Verschiebebahnhof in Gänze und der Fernbahnsteig in Betrieb gehen. Etwa zwei Monate konnte später das Vorortgleispaar zwischen Ringbahn und Adlershof-Altglienicke fertiggestellt und ab dem 15. September 1905 befahren werden. Der volle Ausbau konnte fünf Monate vor Frist zum 1. Mai 1906 abgeschlossen werden.
Die Bauausführung oblag den Firmen Sager & Woerner und Philipp Holzmann, denen die Ausbaggerung des Teltowkanals vertraglich übertragen wurde. Insgesamt wurden über zwei Millionen Kubikmeter Erdmassen bewegt. Die Kosten für den Grunderwerb lagen bei 2,5 Millionen Mark, die der Bauausführung bei 8,5 Millionen Mark. Davon entfielen 1,4 Millionen Mark auf Erdarbeiten, 2,5 Millionen Mark auf Kunstbauten, 0,9 Millionen Mark auf Hochbauten, 2,3 Millionen Mark auf den Oberbau, 0,45 Millionen Mark auf Stellwerksanlagen.
Das Vorortgleispaar nutzten nur die von der Ringbahn kommenden Vorortzüge. Vorortzüge vom Görlitzer Bahnhof mussten weiterhin über die Ferngleise fahren, was die Errichtung zusätzlicher Mittelbahnsteige an den Ferngleisen erforderte. Für den Bau des zusätzlichen Vorortgleispaares zwischen Görlitzer Bahnhof und Niederschöneweide-Johannisthal sollten diese genutzt und südwestlich davon ein neues Ferngleispaar errichtet werden. Das Gleispaar sollten den Plänen zufolge von Niederschöneweide-Johannisthal aus im Richtungsbetrieb mit dem bestehenden Vorortgleispaar Richtung Baumschulenweg führen. In Höhe des Dammwegs sollte das Görlitzer Vorortgleispaar die bestehenden Vorortgleise und das Ferngleispaar überqueren und auf die südwestliche Seite wechseln. Im Bereich des Bahnbetriebswerks Berlin Görlitzer Bf war der Bau eines eigenständigen Vorortbahnhofs vorgesehen. In Niederschöneweide-Johannisthal war der Bau eines dritten Vorortbahnsteigs auf der Ostseite geplant. Diverse Bauvorleistungen erinnerten an das nie realisierte Vorhaben, so war der Bahndamm an mehreren Stellen bereits auf die erforderliche Breite aufgeschüttet worden. In Schöneweide wurden für den nicht ausgeführten Bahnsteig A die Widerlager an der Überführung Sterndamm sowie die Treppenaufgänge vorbereitet. Die anderen Bahnsteige wurden bis in die 1950er Jahre mit den Buchstaben B, C und D bezeichnet.
Am 29. September 1908 konnten die hochgelegten Ferngleise und am 1. Mai 1909 die Vorortgleise zwischen Adlershof-Altglienicke und Grünau in Betrieb gehen. Für die Dammaufschüttung hatte man in diesem Abschnitt Erdmassen vom nahe gelegenen Falkenberg entnommen. In Grünau entstand im Anschluss an die Vorortstrecke ein Bahnbetriebswerk mit Rechteckschuppen, das am 1. April 1910 in Betrieb ging. Die zweigleisig ausgebaute Strecke Rixdorf – Baumschulenweg war am 1. Juli 1910 für den Personenverkehr eröffnet worden. Die Fortführung der Vorortgleise bis Königs Wusterhausen befand sich 1912 im Planungsstadium, wurde aber nicht umgesetzt.

### Sechsgleisiger Ausbau Stralau-Rummelsburg – Treptow und Elektrifizierung (1910–1945)

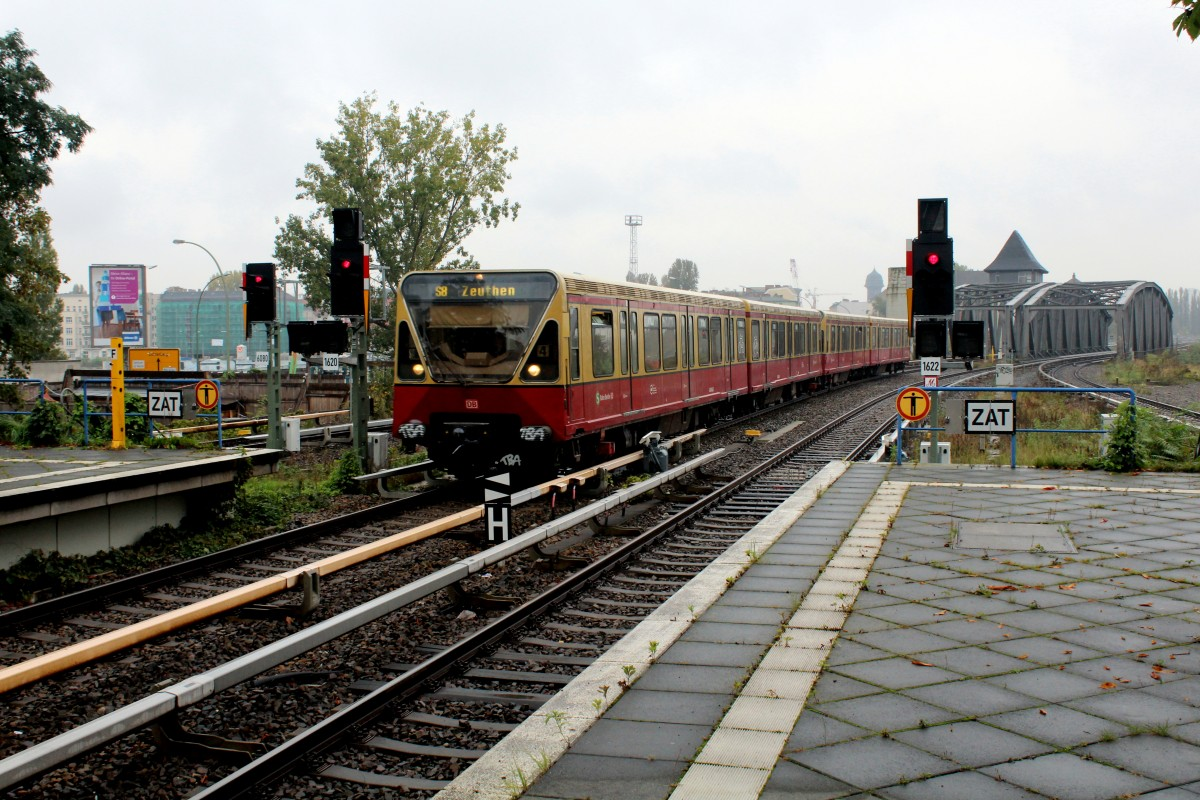
S-Bahnhof Treptower Park mit Blick auf die Spreebrücke. Über die beiden inneren Gleise verläuft die Vorortstrecke, 2014

Auf dem Abschnitt Stralau-Rummelsburg – Treptow fuhren vor dem Ersten Weltkrieg stündlich zwölf Personenzugpaare zwischen Stadtbahn und Görlitzer Bahn, zwei Personenzugpaare zwischen Nordring und Görlitzer Bahn und sechs Personenzugpaare auf dem Vollring. Damit die KED Berlin die Zugzahlen auf dem stark belasteten Ringbahnabschnitt Stralau-Rummelsburg – Neukölln erhöhen konnte, sollten die Züge zwischen Stadtbahn und Görlitzer Bahn von der Ringbahn betrieblich getrennt werden. Als erste Maßnahme sah ein Entwurf der KED Berlin die Beseitigung der niveaugleichen Ausfädelung der Verbindung zwischen den Abzweigstellen Vga und Vtw sowie die niveaufreie Verlegung der Vorortgleise zwischen die Ringpersonengleise vor, so dass beide Bahnsteige im Richtungsbetrieb angefahren werden konnten. Das Gütergleispaar wurde nach Osten verlegt. Beide Personengleispaare vereinten sich nördlich des Bahnhofs Treptow, sodass für den Personen- und Güterverkehr je ein Gleispaar über die Spree führte. Bis 1911 war die Ausfädelung der Südringkurve am Abzweig Slb niveaufrei umgebaut worden. Die Verbindungsgleise zwischen den Personen- und Gütergleisen der Ringbahn sollten nach Süden zwischen Stralauer Allee und Spree verlegt werden. Am 1. April 1914 begannen die Vorbereitungsarbeiten für die Erweiterung der Spreebrücke. Der bereits fertige Überbau musste auf Anordnung der Militär-Eisenbahndirektion V für Kriegszwecke abgegeben werden und wurde in der Nähe von Wilna aufgebaut. Nach Kriegsende nahm die Eisenbahndirektion Berlin die Arbeiten wieder auf. Das neue Gleispaar konnte zum Fahrplanwechsel am 24. Oktober 1921 in Betrieb gehen.
Am 6. November 1928 nahm die Deutsche Reichsbahn den elektrischen Betrieb auf den Relationen (Südring –) Baumschulenweg – Grünau und (Südring –) Treptow – Südringkurve – Warschauer Straße auf. Bis zum 4. Januar 1929 fuhren die Triebwagenzüge auf diesen Verbindungen im Mischverkehr mit Dampfzügen. Die Zugläufe Grünau/Spindlersfeld – Schöneweide – Treptow (– Nordring) fuhren ab dem 1. Februar 1929 elektrisch, hier bestand bis zum 20. März 1929 noch Mischverkehr. Gleichzeitig passte die Reichsbahn die Fahrzeiten an den vollelektrischen Betrieb an. Durch die Erhöhung der Streckengeschwindigkeit von 70 km/h auf 75 km/h am 15. Januar 1930 konnten weitere Fahrzeiteinsparungen verzeichnet werden. Zwischen Schlesischem Bahnhof und Grünau sanken die Fahrzeiten infolge der Elektrifizierung um mehr als ein Viertel von 33 auf 24 Minuten. Die Ausweitung des elektrischen Betriebs von Grünau bis Königs Wusterhausen war zu diesem Zeitpunkt bereits angedacht.
Einhergehend mit der Elektrifizierung mussten die Bahnsteige von 76 auf 96 Zentimeter erhöht werden. Das Bahnbetriebswerk Grünau wurde für den elektrischen Betrieb umgerüstet. Bei Niederschöneweide-Johannisthal ging 1927 das Reichsbahnausbesserungswerk Berlin-Schöneweide als Hauptwerkstatt für die elektrischen Züge in Betrieb, für die Betriebsangehörigen des Werks ging am 17. November 1927 desselben Jahres der Betriebsbahnhof Schöneweide in Betrieb. Zur Gewährleistung der Stromversorgung errichtete die Reichsbahn nach Entwürfen des Reichsbahn-Architekten Richard Brademann zwei Unterwerke in Treptow und Niederschöneweide. Zum 1. Dezember 1930 führte die Reichsbahn für die Stadt-, Ring- und Vorortzüge den Begriff „S-Bahn“ ein.
Die Umgestaltungspläne der Nationalsozialisten für Berlin zur Welthauptstadt Germania sahen im Bereich der Görlitzer Bahn mehrere Ausbauten vor. Geplant waren die Ausweitung des S-Bahn-Betriebs auf separaten Gleisen von Grünau bis Königs Wusterhausen und der Bau einer teilweise unterirdisch geführten S-Bahn-Strecke von Baumschulenweg über Görlitzer Bahnhof zum Anhalter Bahnhof unter Aufgabe des bisherigen Dampfbetriebs zum Görlitzer Bahnhof. Am Dammweg war der Bau eines viergleisigen Haltepunkts mit zwei Mittelbahnsteigen vorgesehen. Zwischen Adlershof und Grünau sollte der neue Güteraußenring die Görlitzer Bahn kreuzen, hier war der Bau eines Turmbahnhofs geplant. Der GAR ging 1941 in vereinfachter Form und eingleisig in Betrieb. Der Bau der S-Bahn-Strecke nach Königs Wusterhausen fand von den 1930er Jahren bis in den Zweiten Weltkrieg hinein statt. Zeitzeugenberichten zufolge sollen zwischen Grünau und Eichwalde bereits das dritte und vierte Gleis verlegt worden sein. Die Südringkurve Ostkreuz war nach Luftangriffen im Frühjahr 1945 nicht mehr befahrbar, die Nordringkurve bereits seit Herbst 1942.

### Nachkriegszeit und Verlängerung bis Königs Wusterhausen (1945–1961)

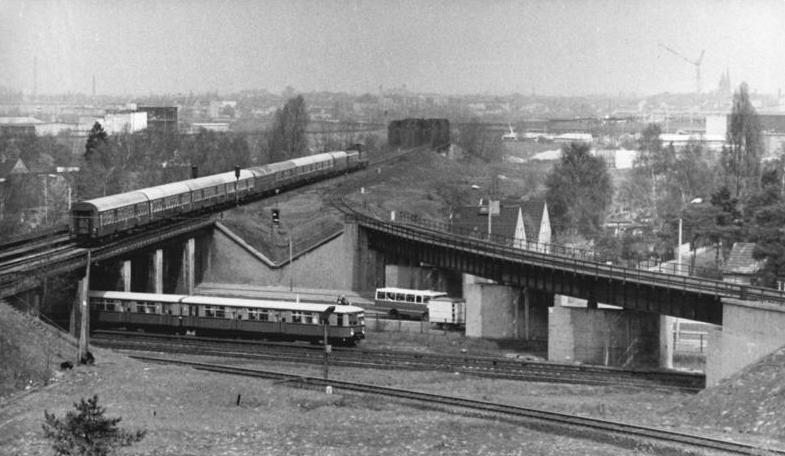
Grünauer Kreuz mit S-Bahn-Zug Richtung Adlershof. Der Reisezug auf dem Berliner Außenring fährt nach Norden, 1980

Die ersten S-Bahn-Züge fuhren nach Kriegsende ab dem 8. Juni 1945 zwischen Grünau beziehungsweise Spindlersfeld und Hermannstraße am Südring. Gleichzeitig wurde der Betriebsbahnhof Schöneweide für den allgemeinen Personenverkehr geöffnet. Ab dem 15. Februar 1946 war die Verbindung von Baumschulenweg bis Treptower Park wieder befahrbar, ab dem 22. August 1946 dann auch der Abschnitt Treptower Park – Abzweig Vsr über die Südringkurve. Bereits ab dem 15. November 1945 waren die Ringgleise zwischen Treptower Park und Ostkreuz und ein Überbau der Spreebrücke befahrbar. Die sowjetische Besatzungsmacht befahl im Juni 1945 den Abbau eines Streckengleises der Fernbahn. Da die Strecke Ende der 1940er Jahre als sogenannte Umfahrungsstrecke II der von Süden auf Berlin zulaufenden Anhalter und Dresdener Bahn diente, wurden bis 1949 längere Streckenabschnitte zwischen Berlin und Königs Wusterhausen wieder zweigleisig aufgebaut. Um den im Amerikanischen Sektor gelegenen Görlitzer Bahnhof schließen zu können, beabsichtigte die Reichsbahn die Ausweitung des S-Bahn-Verkehrs bis Königs Wusterhausen und die Einstellung der dampfbetriebenen S-Bahn-Züge. Erste Arbeiten hierzu begannen noch im gleichen Jahr.
Einen wesentlichen Impuls zur Elektrifizierung kam durch die Bestimmung des Lokomotivbaus Wildau zum Schwerpunktbetrieb für den Fünfjahrplan und die damit geplante Erhöhung der Belegschaft auf 7000 Mitarbeiter. Die S-Bahn sollte die Beförderung dieser Arbeiter übernehmen. Die Konzeption sah zwei eingleisige Strecken für den getrennten Fern- und S-Bahn-Betrieb vor, da der Taktfahrplan bei dieser Variante weniger störungsanfällig war. Da die Umfahrungsstrecke II sowohl beim zweigleisigen Gemeinschaftsbetrieb als auch beim eingleisigen Fernbahnbetrieb den Anforderungen nicht mehr genügen konnte, musste im Vorfeld eine alternative Streckenführung hergestellt werden. Am 1. November 1950 begann daher der Bau des Südlichen Außenrings. Für die Ausweitung des S-Bahn-Betriebs entlang des Gleises Königs Wusterhausen – Grünau mussten in den Bahnhöfen Eichwalde, Zeuthen und Wildau jeweils 850 Meter lange Kreuzungs- und Überholgleise für den Fernverkehr gebaut und die Personentunnel in Eichwalde und Zeuthen entsprechend verlängert werden. In Zeuthen waren außerdem der Bau eines Unterwerks mit 3600 Kilowatt Leistung und eines Abstellgleises erforderlich, in Königs Wusterhausen der Bau eines Abstell- und Kreuzungsgleises und die Elektrifizierung von zwei Bahnsteiggleisen. Die Bahnsteige mussten von 76 auf 96 Zentimeter erhöht werden. Am 29. Mai 1951 nahmen das Unterwerk Zeuthen und die ebenfalls neu errichteten Stellwerke entlang der Strecke ihren Betrieb auf, die dampfbetriebenen Vorortzüge befuhren an diesem Tag das „neue“ S-Bahn-Gleis. Der S-Bahn-Betrieb wurde am 30. April 1951 mit Betriebsbeginn aufgenommen, gleichzeitig stellte die Reichsbahn den Personenverkehr zum Görlitzer Bahnhof ein. Die offizielle Eröffnung fand im Rahmen einer Feierstunde am 1. Mai unter Beisein des Ministers für Verkehr der DDR, Hans Reingruber, statt.

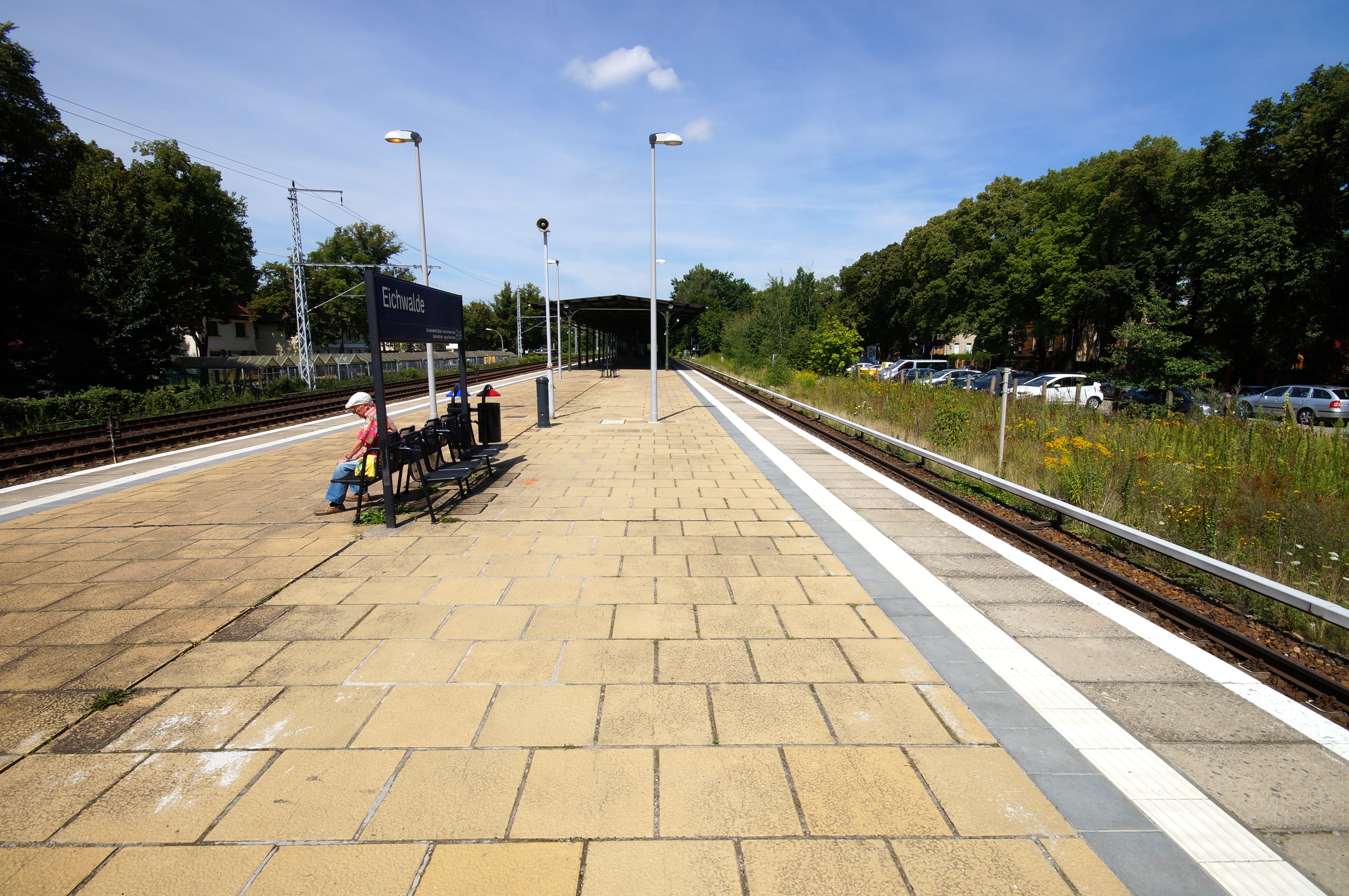
Von 1952 bis 1961 fanden in Eichwalde Kontrollen für Reisende zwischen Ost-Berlin und der übrigen DDR statt, 2012

Im weiteren Verlauf des Jahres 1951 konzentrierten sich die Arbeiten auf die Fertigstellung des Südlichen Außenrings und seine Verknüpfung mit der Görlitzer Bahn am Grünauer Kreuz. Am Bahnhof Grünau unmittelbar südlich des Kreuzes wurden die Ferngleise nach Westen verschwenkt und der bisherige Fernbahnsteig B an die S-Bahn-Gleise angeschlossen. Die Bahnsteige wurden künftig im Richtungsbetrieb angefahren. Mit Gesetz vom 26. Mai 1952 wurde Bewohnern Westberlins die Einreise in die DDR untersagt, der Übergang nach Ostberlin war weiterhin gestattet. Der S-Bahnhof Eichwalde wurde dadurch zum Kontrollpunkt, auch Reisende nach Berlin aus dem Umland wurden kontrolliert. Die Kontrollen fanden während des Aufenthalts am Bahnsteig statt, der planmäßig sechs Minuten dauerte.
Am 3. Juni 1956 ging nördlich des Dammwegs der Haltepunkt Plänterwald in Betrieb. Der S-Bahnhof befindet sich in Höhe der ehemals geplanten Ausfädelung einer zweiten Vorortstrecke zum Görlitzer Bahnhof. Da der Bahndamm an dieser Stelle breiter ausfiel, konnte ein Mittelbahnsteig realisiert werden. Das Empfangsgebäude im zeitgenössischen Stil war im Folgejahr fertiggestellt.

### Ohne Verbindung zum Südring (1961–1993)
Im Frühjahr 1961 verkündete die Reichsbahn den zweigleisigen Ausbau zwischen Grünau und Zeuthen für das kommende Jahr. Der Mauerbau im August 1961 und der favorisierte Aufbau der S-Bahn-Strecke vom Grünauer Kreuz zum Flughafen Schönefeld ließen das Vorhaben fallen. Durch die Unterbrechung der S-Bahn-Strecken nach West-Berlin mussten die meisten Züge von der Stettiner Bahn kommend über die Ringbahn auf die Görlitzer Bahn abgeleitet werden. Die Flughafen-S-Bahn ging am 26. Februar 1962 in Betrieb. Während der Bauzeit waren umfangreiche Arbeiten im Bereich des Grünauer Kreuzes erforderlich, die auch Vorleistungen für weiterer S-Bahn-Strecken zum nördlichen Berliner Außenring aus Grünau beziehungsweise Altglienicke umfassten. Im Grünauer Kreuz ging ein provisorisches Unterwerk in Betrieb, das später einem größeren Bau wich.

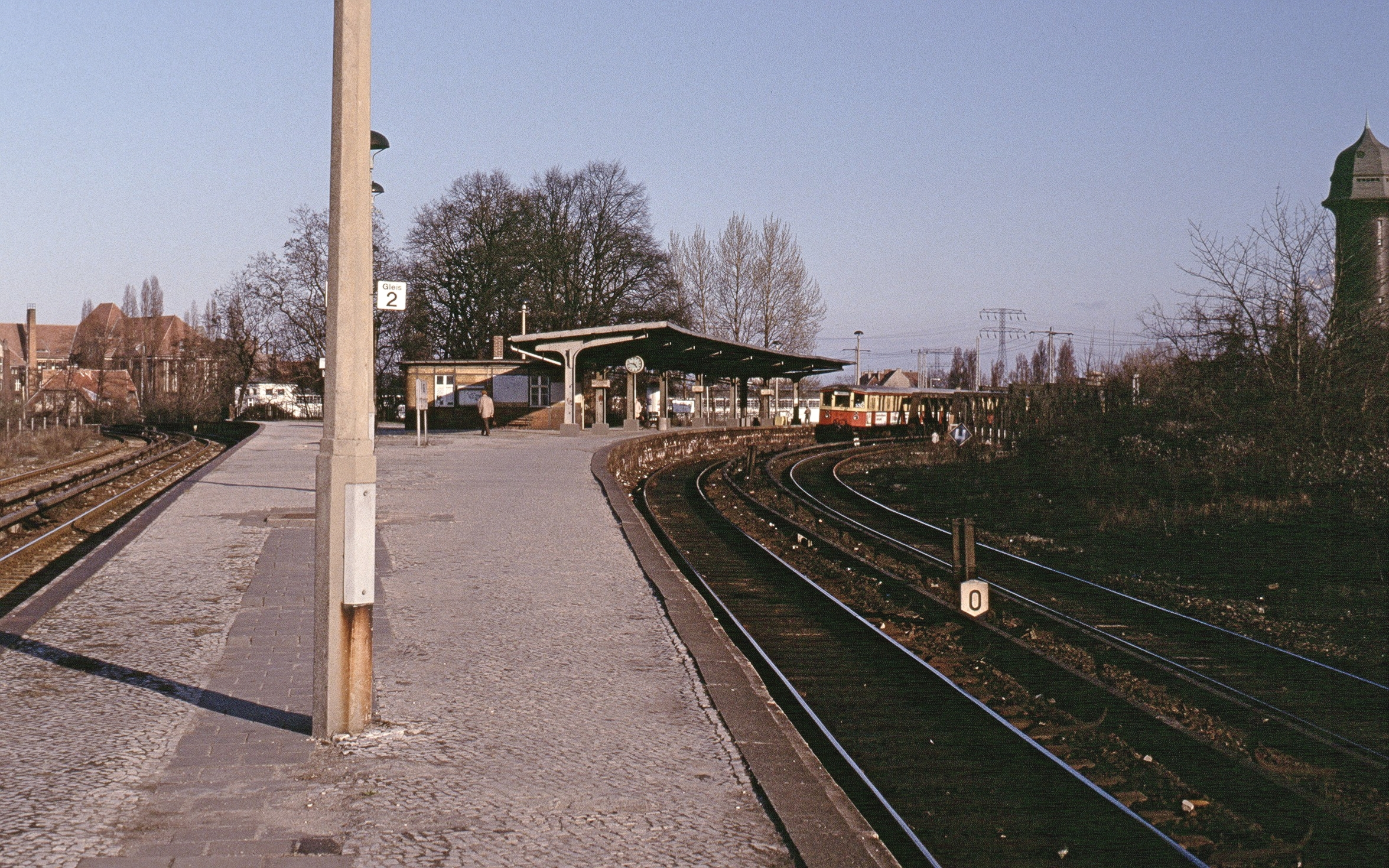
Bahnsteig A des Bahnhofs Ostkreuz, rechts befand sich bis 1978 der 1966 geschlossene Bahnsteig C, 1991

Am 12. April 1966 nahm die Reichsbahn den Bahnsteig C am Bahnhof Ostkreuz außer Betrieb. Im gleichen Jahr führte die DR auf der Strecke den Einmannbetrieb (EMB) ein. Im Jahr 1970 erneuerte sie das S-Bahn-Gleis Grünau – Königs Wusterhausen und reduzierte nach Abschluss der Maßnahme die Fahrzeiten. Im Frühjahr 1973 begannen mit der Verschwenkung des Fernbahngleises in die endgültige Lage die vorbereitenden Arbeiten für den zweigleisigen Ausbau. Ab 1978 bestand Baufreiheit für das zweite S-Bahn-Gleis. Am 17. Dezember 1979 ging es zwischen Grünau und Eichwalde, am 29. August 1980 dann zwischen Eichwalde und Zeuthen in Betrieb. Der zweigleisige Ausbau bis Königs Wusterhausen unterblieb. In Wildau mussten für die Ferngleise ein Geländestreifen des Schwermaschinenbaus Wildau in Anspruch genommen werden, die westliche Bahnsteigkante des Mittelbahnsteigs war seitdem ohne Gleis. Der parallel durchgeführte zweigleisige Ausbau der Fernbahnstrecke war eine vorbereitende Maßnahme für die Elektrifizierung der Strecke mit Wechselspannung. Dafür mussten die Fern- und S-Bahn-Gleise galvanisch getrennt werden. In Königs Wusterhausen und Baumschulenweg gingen neue Unterwerke in Betrieb. Letzteres ersetzte ein fahrbares Unterwerk aus den 1960er Jahren, das im seit 1961 nicht mehr genutzten S-Bahn-Gleis von Neukölln stand. Da es sich nicht mehr bewegen ließ, wurde es an Ort und Stelle zerlegt. Seit dem 15. November 1989 ist die Zufahrt zur Hafenbahn in Königs Wusterhausen ebenfalls elektrifiziert, das S-Bahn-Gleis wird im Nordkopf gekreuzt.

### Sanierung nach der Wiedervereinigung (ab 1993)

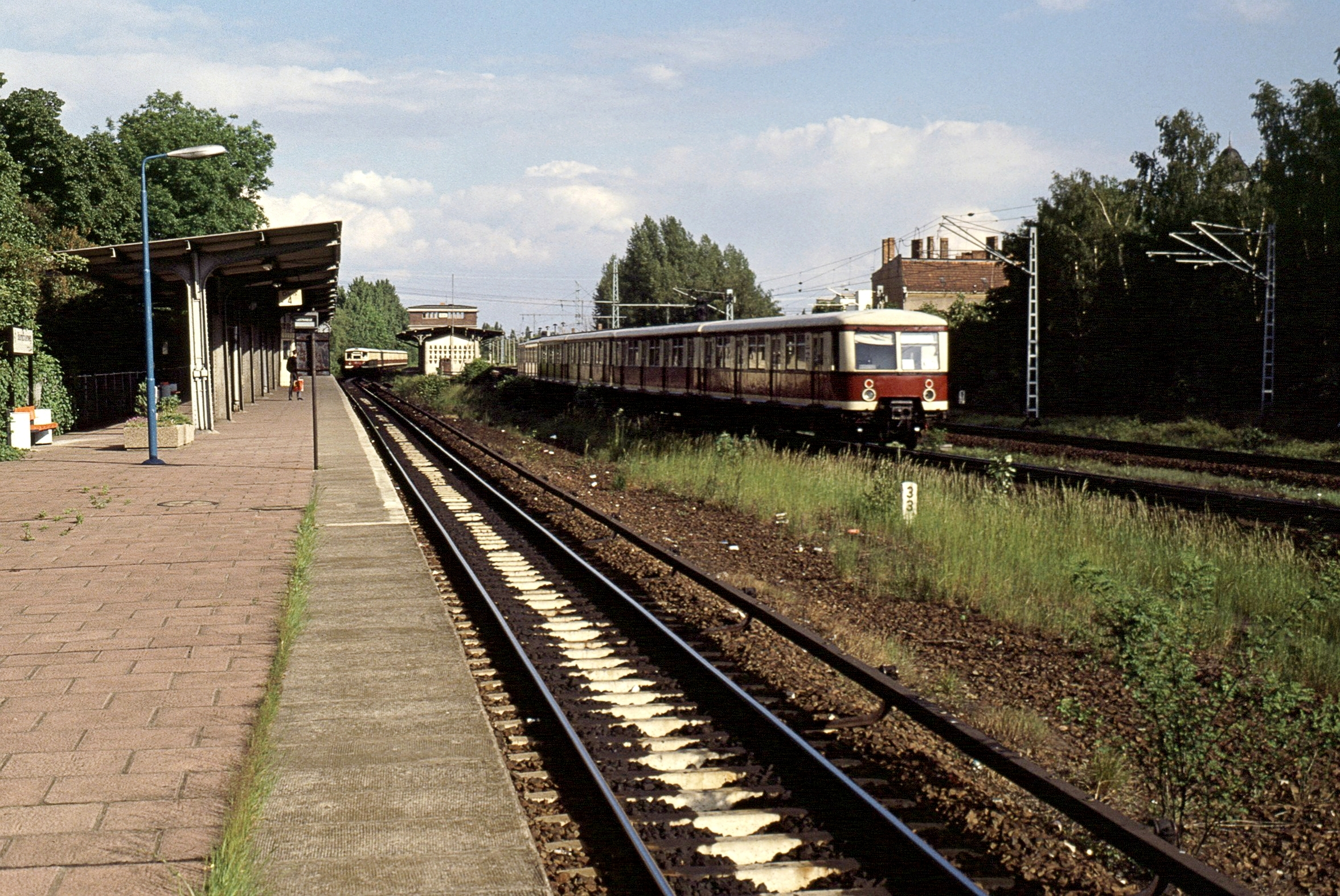
Bahnhof Baumschulenweg kurz nach der politischen Wende, das mittlere Gleis von Köllnische Heide kommend ist noch ausgebaut, 1991

Nach dem Mauerfall im November 1989 gab es ab 1990 erste konkrete Planungen unter anderem für die Verknüpfung der Görlitzer Vorortgleise mit dem Südring. Da das Streckenkreuz mit der Görlitzer Bahn südlich von Treptower Park Mitte der 1980er Jahre stark verändert wurde, lag die Priorisierung auf der Wiederinbetriebnahme der Verbindungsbahn Neukölln – Baumschulenweg. War zunächst noch ein Pendelverkehr zwischen Neukölln und Baumschulenweg vorgesehen, wurden die Pläne schnell zugunsten einer endgültigen Verknüpfung mit dem Südring abgeändert. Am 17. Dezember 1993 konnte die Strecke wiedereröffnet werden. Die direkte Anbindung an die Ringbahn in Treptower Park ging zum 18. Dezember 1997 in Betrieb. Die Wiederinbetriebnahme beider Strecken war Voraussetzung für die Streckensanierung zwischen Treptower Park und Baumschulenweg im Jahr 1999. Die am Fahrplanwechsel im Mai 1999 begonnenen Arbeiten sollten ursprünglich nur bis Oktober 1999 andauern, wurden aber unter anderem durch den Einsturz eines Brückenteils über die Straße Am Treptower Park bis zum 20. Dezember 1999 verzögert.
Der Abschnitt zwischen Baumschulenweg und dem Grünauer Kreuz wurde am 12. Juli 2006 begonnen. Die Arbeiten umfassten die Sanierung von 69,7 km Gleisanlagen und den zugehörigen Stromschienen, den Neubau von 1,5 km Gleis, die Erneuerung der Stellwerksanlagen durch elektronische Stellwerke, die Erneuerung von sechs Unterwerken und die Sanierung beziehungsweise der Ersatzneubau von sieben Überführungen. Bis 2011 wurden unter anderem die Brücken über die Baumschulenstraße, Rixdorfer Straße, Rudower Chaussee sowie den Britzer Verbindungskanal und Teltowkanal erneuert. Die Bahnhöfe Baumschulenweg und Adlershof wurden umfassend modernisiert, barrierefrei ausgebaut und in ihrer Lage geringfügig verändert. Der Bahnhof Wildau erhielt bis Anfang 2014 ein zweites Bahnsteiggleis. Im Bahnhof Schöneweide soll die bisherige Führung der Straßenbahn durch die Unterführung Sterndamm aufgegeben und durch einen neu zu bauenden Tunnel am Nordwestende der Bahnsteige ersetzt werden. Die Hauptarbeiten begannen im Dezember 2018 und sollen bis 2024 abgeschlossen sein.
Die Südringkurve wurde während der Modernisierungsarbeiten am Bahnhof Ostkreuz am 28. August 2009 außer Betrieb genommen und der alte Bahnsteig A abgetragen. Die vorhandenen Brücken wurden bis Dezember 2010 abgebaut und im Anschluss daran die neue Südringkurve ab Anfang 2015 in veränderter Lage aufgebaut. Da zwischen Ostkreuz und Ostbahnhof künftig Richtungsbetrieb stattfindet, schließt die neue Ringbahnkurve sowohl an die Ostbahn (Fahrtrichtung Ostbahnhof) als auch an die Frankfurter Bahn (Fahrtrichtung Treptower Park) an. Die neue Kurve ging zum Fahrplanwechsel am 10. Dezember 2017 wieder in Betrieb.

Streckensanierung 2006–2017
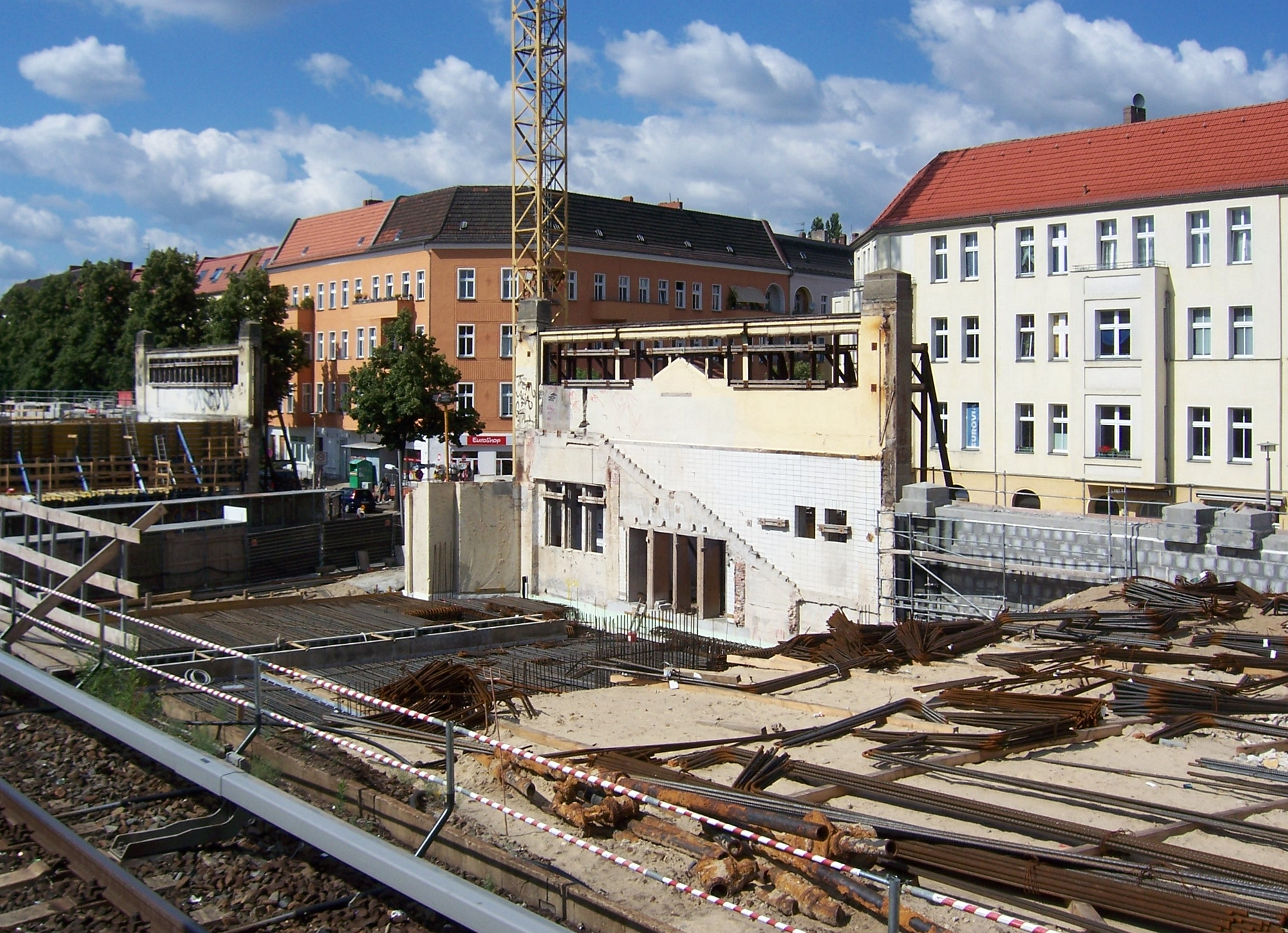
Baumschulenweg, 2008
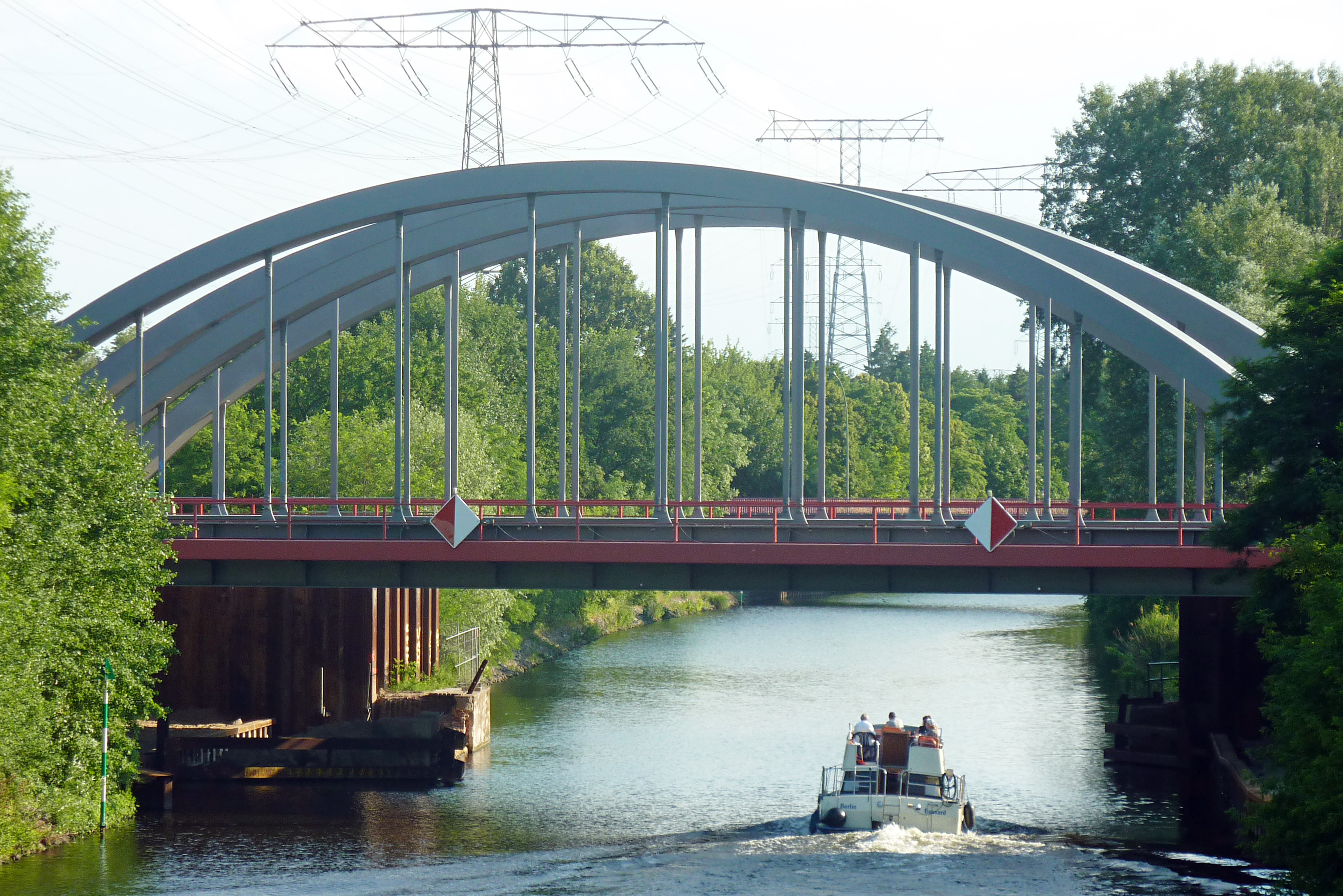
Britzer Verbindungskanal, 2011
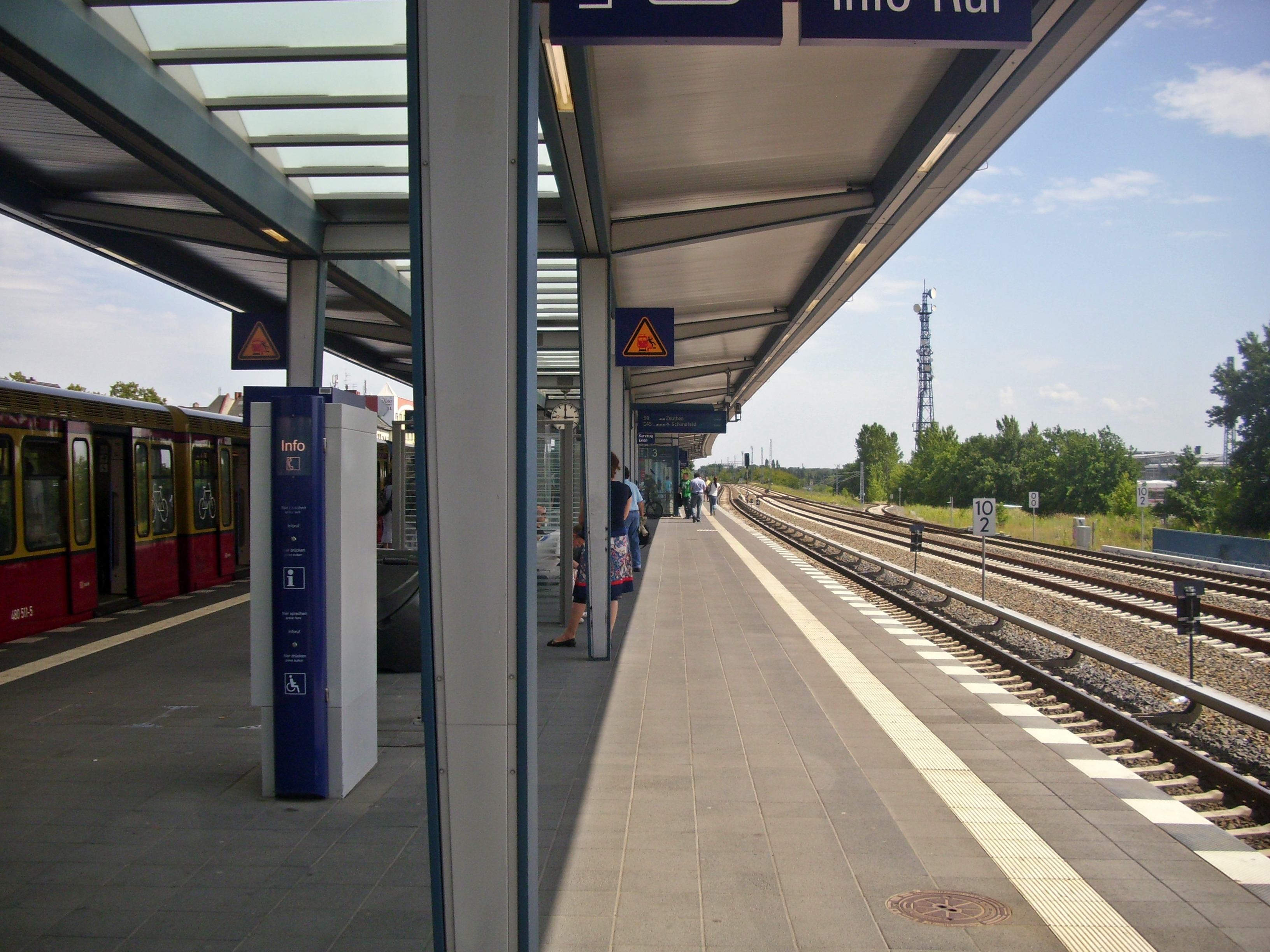
Adlershof, 2012
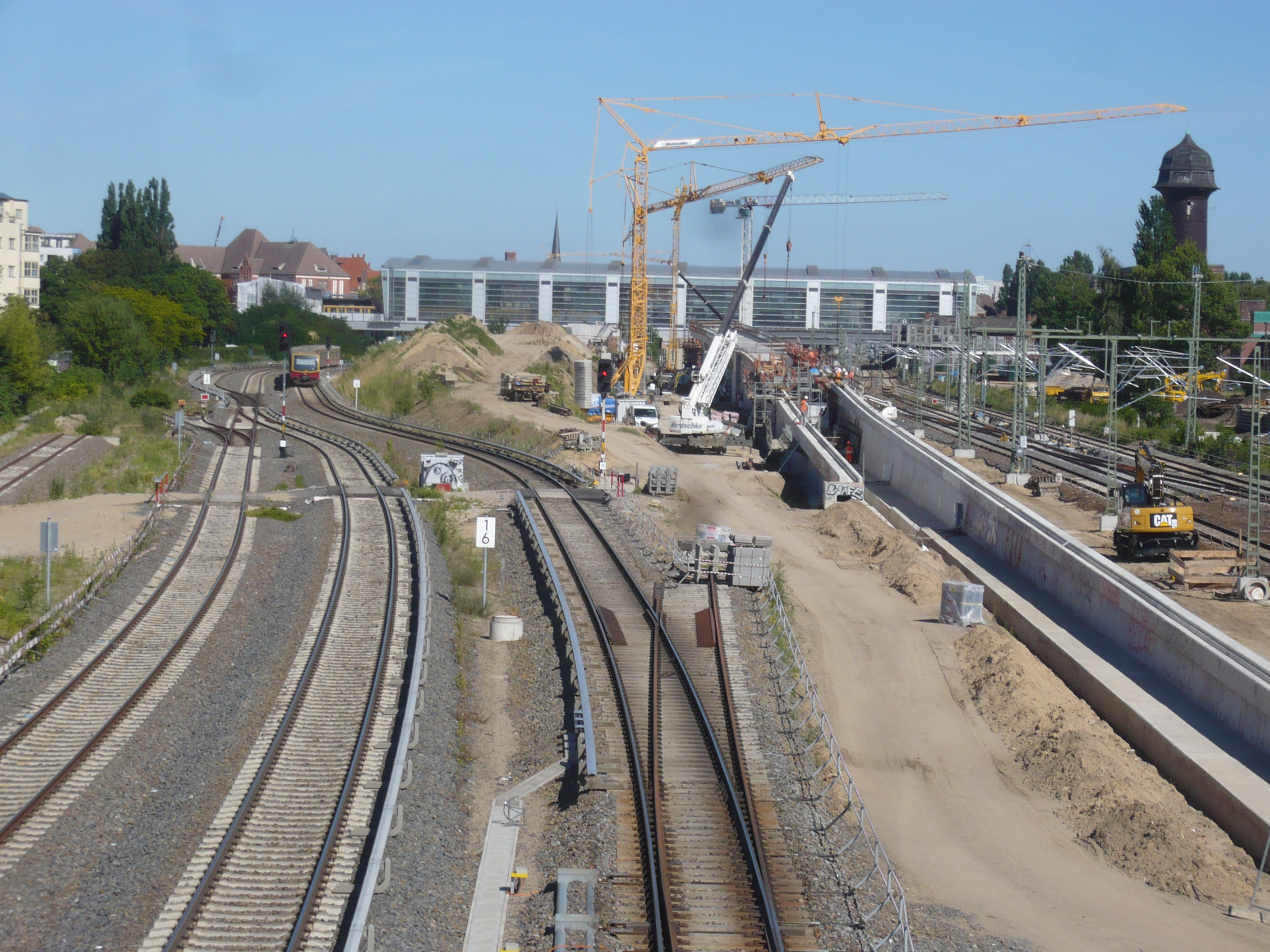
Südringkurve, 2015
Wildau, 2018

## Leit- und Sicherungstechnik

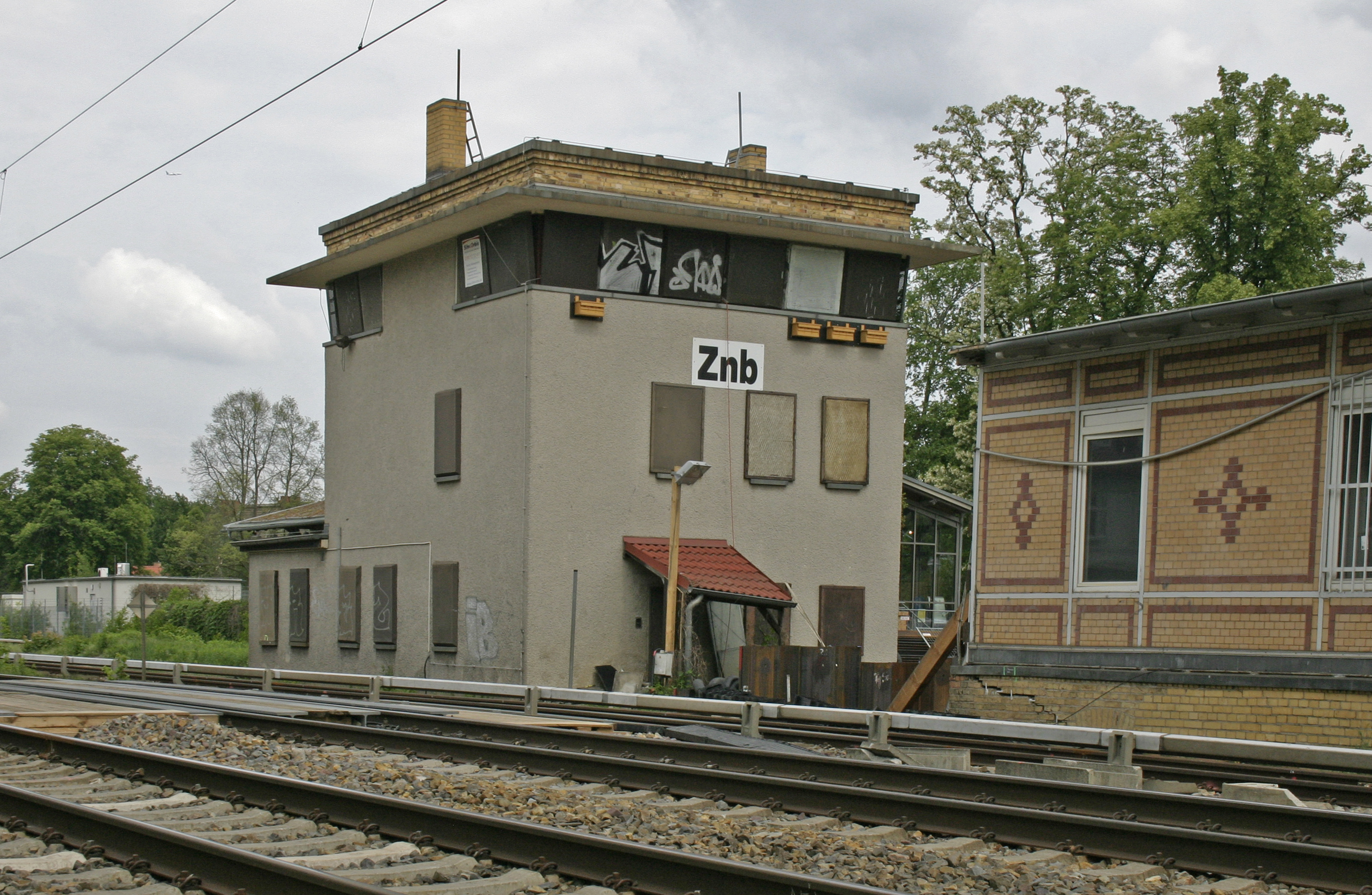
Stellwerk Znb in Zeuthen nach der Außerbetriebnahme, 2018

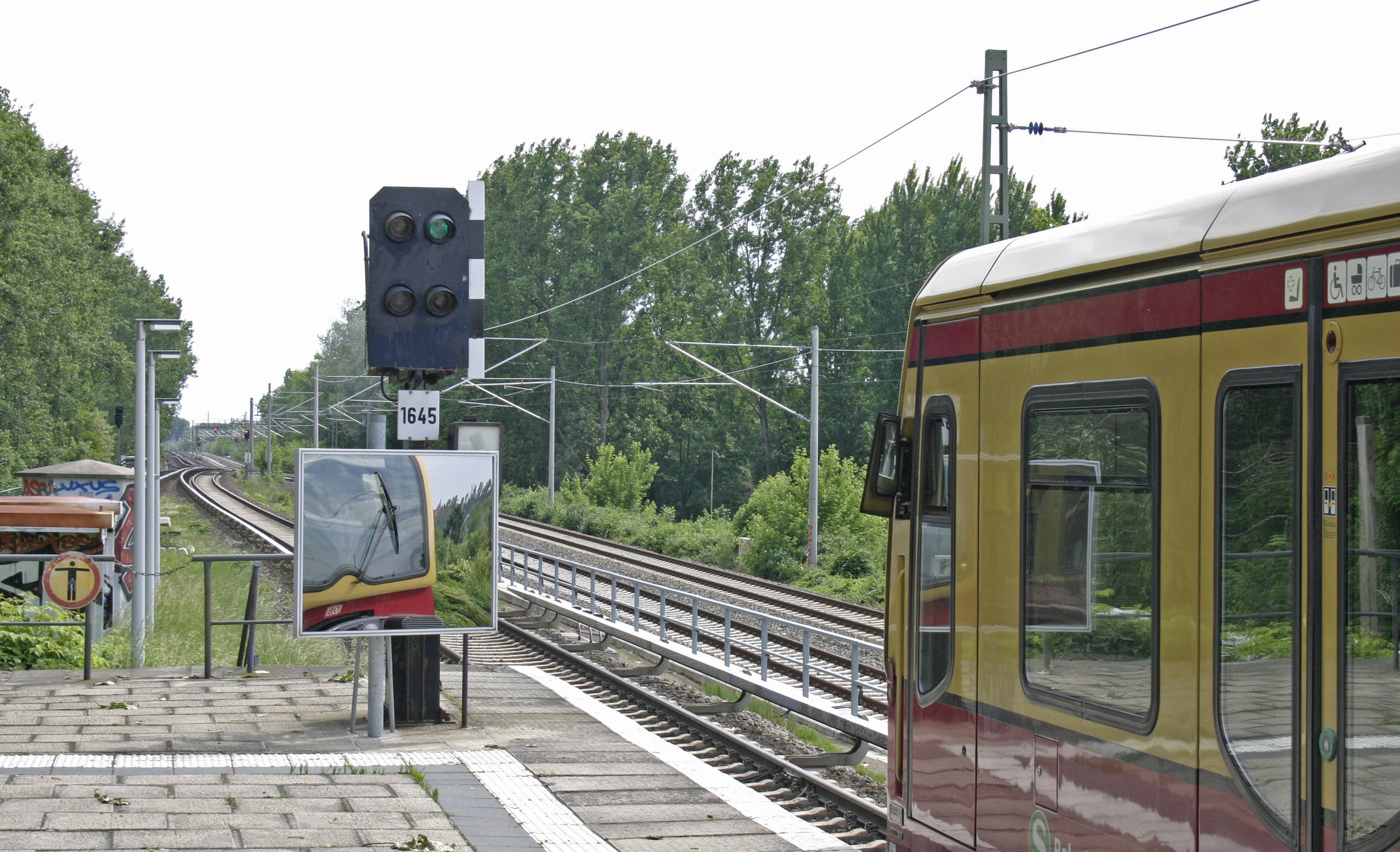
Blocksignal 1645 im Regelgleis nach Baumschulenweg am S-Bahnhof Plänterwald, 2018

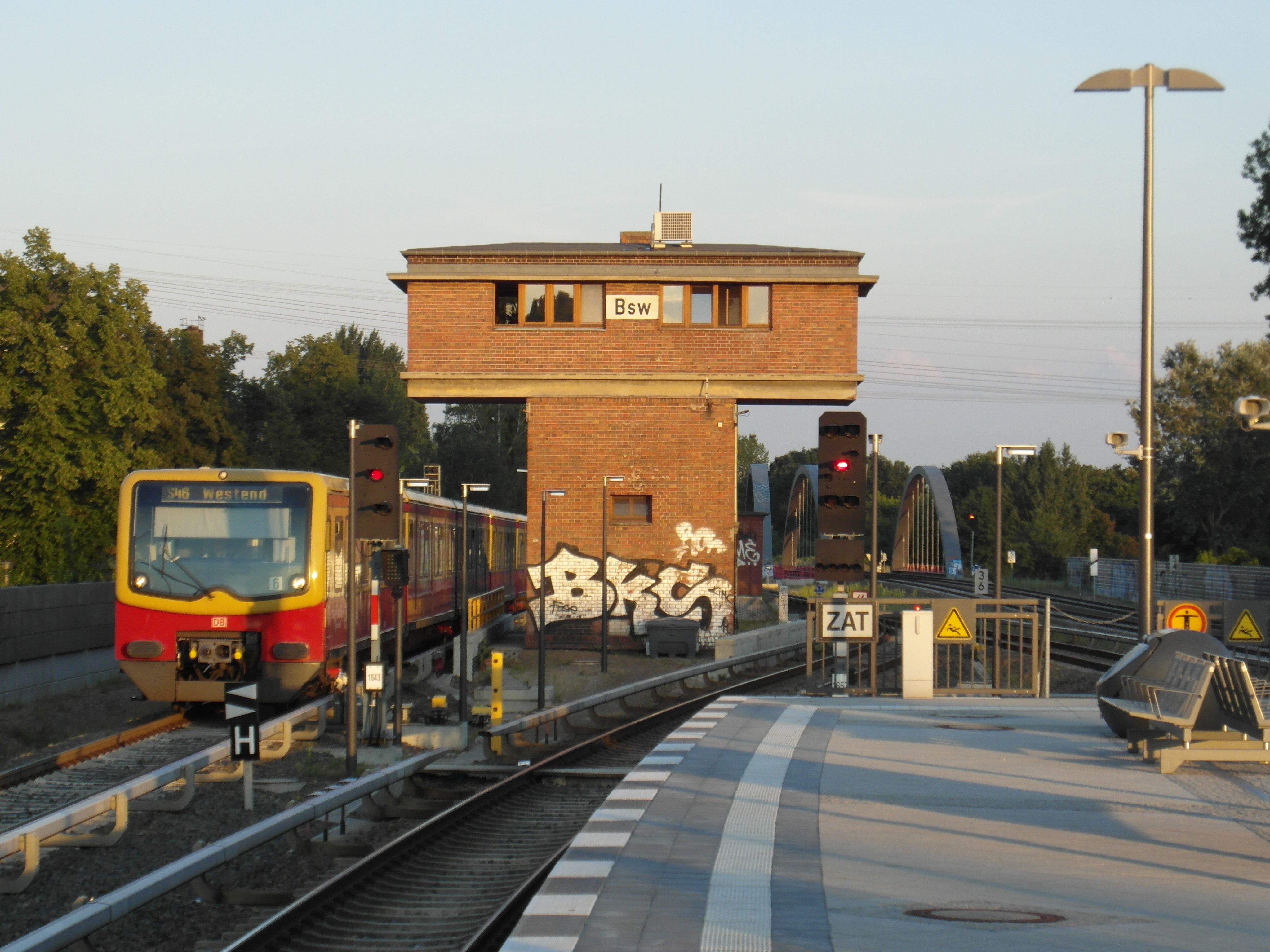
Stellwerk Bsw am Bahnhof Baumschulenweg, 2012

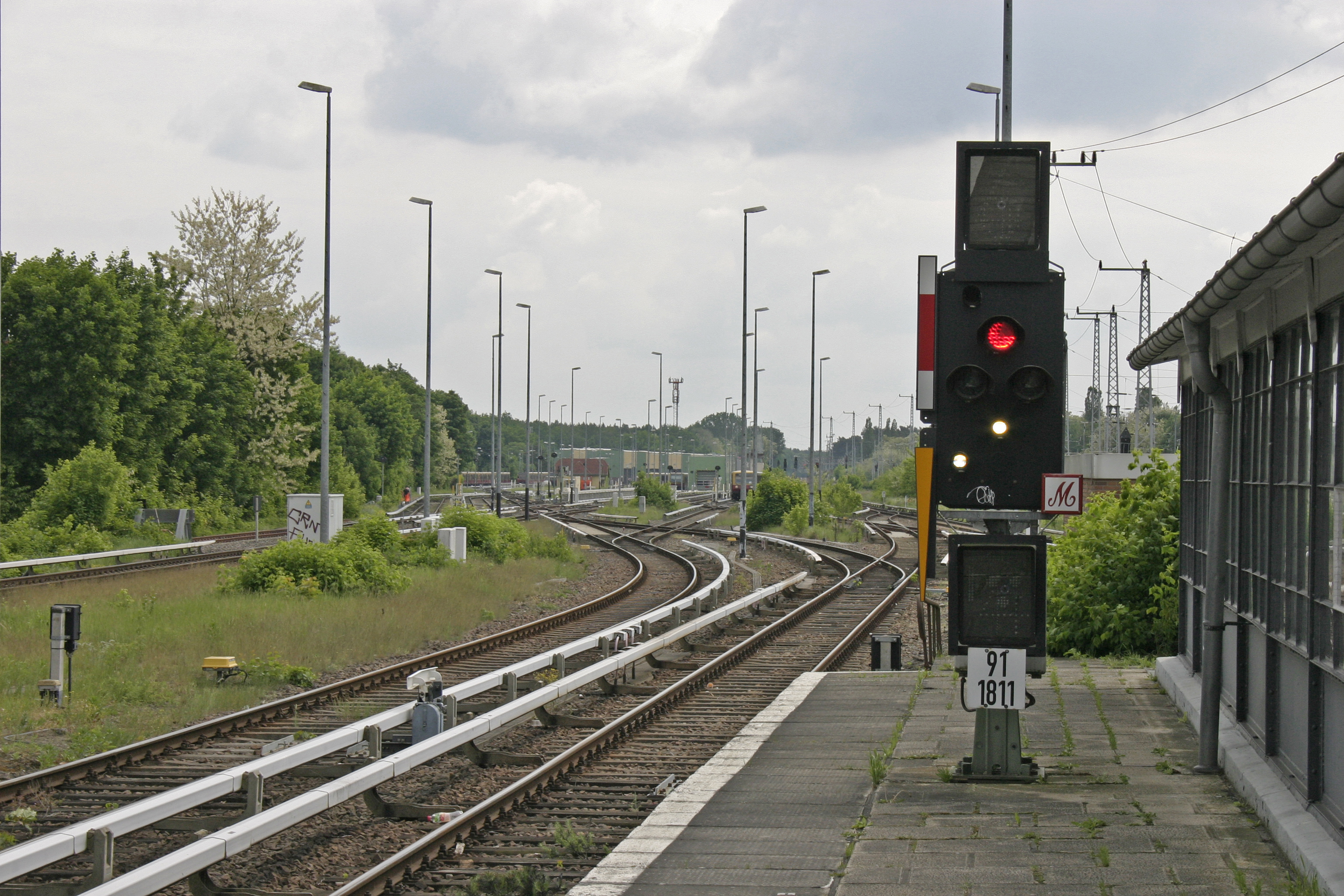
Zwischensignal 1811 des S-Bahnhofs Grünau, 2018

Als eines der ersten Stellwerke im Berliner Raum ging im Herbst 1874 eine „Weichen-Signal-Station“ in Höhe der Ausfädelung der Südringkurve aus der Niederschlesisch-Märkischen Bahn in Betrieb. Das von Siemens & Halske nach dem System Frischen errichtete mechanische Stellwerk war mit einem Weichenwärter besetzt, das die Befehle des „Bahnhof-Inspectors“ am Niederschlesisch-Märkischen Bahnhof ausführte.
Der Streckenabschnitt Treptow – Grünau war von Beginn an mit Stellwerksanlagen für den Zugverkehr ausgestattet, sodass zwischen den einzelnen Fahrstraßenelementen Signalabhängigkeit bestand. Die einzelnen Zugfolgeabschnitte waren mit Felderblock ausgerüstet, zwischen den Stellwerken Nwt und Sot des Bahnhofs Niederschöneweide-Johannisthal bestand über den Bahnhofsblock gegenseitige Abhängigkeit. Zur Erhöhung der Streckenkapazität waren zwischen der Abzweigstelle Vtw und Baumschulenweg zwei Blockstellen und zwischen Baumschulenweg und Niederschöneweide-Johannisthal eine weitere Blockstelle eingerichtet. Stellwerk Sot wurde als elektromechanisches Stellwerk ausgeführt, bei den übrigen Türmen handelte es sich um mechanische Stellwerke. In den 1920er Jahren wurde unter anderem das Stellwerk Tst (zuletzt Tw) in Treptow erneuert.
Im Jahr 1939 wurde der Abschnitt Treptower Park – Schöneweide mit Sv-Signalen und Automatischem Streckenblock AB 37 ausgerüstet und die Blockstellen Vtw und Bk 5 für die Vorortstrecke aufgelassen. Die ehemaligen Blockstationen I und III waren zu diesem Zeitpunkt nicht mehr vorhanden. Etwa zeitgleich wurde auch die Südringkurve von Treptower Park bis zur Abzweigstelle Vrs mit Automatischem Streckenblock ausgerüstet. Die Ausrüstung des Teilstücks von Schöneweide bis Grünau war ebenfalls vorgesehen, konnte aber wegen des Zweiten Weltkrieges nicht umgesetzt werden. Spätestens zu dieser Zeit wurden die Hauptsignale mit Fahrsperren ausgerüstet.
Für die Ausweitung des S-Bahn-Betriebs nach Königs Wusterhausen wurde die Görlitzer Bahn betrieblich aus einer zweigleisigen in zwei eingleisige Strecken umgewandelt. Dies erforderte einen größeren Umbau der signaltechnischen Anlagen. Am 25. April 1951 nahm die Deutsche Reichsbahn je zwei elektromechanische Stellwerke in Eichwalde (Ewb und Eww) und Zeuthen (Znb und Znw) in Betrieb. Am 29. April 1951 gingen die Stellwerke Wib in Wildau und Kwm in Königs Wusterhausen in Betrieb. Sie waren die ersten Gleisbildstellwerke der Deutschen Reichsbahn (Bauform 0) auf dem Gebiet der DDR. Gleichzeitig wurden die Grünauer Stellwerke Gab und Gaw auf eingleisigen Betrieb umgestellt. Die Signalisierung erfolgte mit H/V-Lichtsignalen.
Vom Bau des Grünauer Kreuzes blieb die S-Bahn-Strecke zunächst weitgehend unberührt, insbesondere das Stellwerk der Abzweigstelle Kanne zwischen Adlershof und Grünau musste wegen fehlender Profilfreiheit abgebrochen und neu aufgebaut werden, es ging 1952 als Stellwerk W20 des Bahnhofs Berlin-Grünau wieder in Betrieb. Nachdem der Fernbahnteil bereits ab 1955 vom Stellwerk Grk am Grünauer Kreuz übernommen worden war, war das Stellwerk bis 1963 noch für die S-Bahn in Betrieb. Infolge der Inbetriebnahme der Flughafen-S-Bahn nach Flughafen Schönefeld nahm die Reichsbahn 1963 ein weiteres Gleisbildstellwerk am Grünauer Kreuz, nun für die S-Bahn-Strecken, in Betrieb. Das Stellwerk W20 war dadurch entbehrlich. Die vom Stellwerk Grk-S (Bauart GS II DR) bedienten Lichtsignale zeigten anfangs noch die H/V-Signalbilder, wurden aber als erste im Berliner S-Bahn-Netz auf das Hl-Signalsystem umgestellt. Die angrenzenden Streckenabschnitte sind mit automatisiertem Relaisblock ausgerüstet.
Ende der 1970er Jahre erprobte die Deutsche Reichsbahn zwischen Grünau und Eichwalde eine für den S-Bahn-Betrieb modifizierte Variante des Automatikblocks AB 70. Der Schritt war notwendig geworden, da die fortschreitende Fernbahnelektrifizierung Berlin erreichte. Die mit 50-Hz-Gleisstromkreise hätten durch die mit 15 kV 16⅔ Hz Wechselstrom gespeisten Oberleitungen in unzulässigem Maße beeinflusst werden können. Der neu entwickelte AB 70S verwendete hingegen 42-Hz-Gleisstromkreise. Ab dem 5. September 1976 liefen die Anlagen zunächst parallel zu den bestehenden Signalanlagen, die neu aufgestellten Hl-Signale blieben abgedeckt. Am 6. Mai 1977 ging der Automatikblock auf der noch eingleisigen Strecke in Betrieb. Nach der Inbetriebnahme des zweiten Streckengleises (Gleis Grünau – Eichwalde) am 17. Dezember 1979 war der Automatikblock zunächst nur auf dem bereits bestehenden Gleis (Gleis Eichwalde – Grünau) wirksam. Bis zum 31. Mai 1980 wurden die Blocksignale an diesem Gleis versetzt. Auf dem zweiten Gleis ging der Block am 30. November 1980 in Betrieb. Von Mai bis September 1984 nahm die Reichsbahn weitere Abschnitte in Betrieb (siehe Tabelle). Im Gegensatz zum AB 37 ermöglichte der AB 70S auch Linksfahrbetrieb mit Signal Zs 7.
| Abschnitt                       | Regelgleis    | Gegengleis    |
| ------------------------------- | ------------- | ------------- |
| Abzw Vsr – Treptower Park       | 20. Sep. 1984 | 19. Sep. 1984 |
| Treptower Park – Plänterwald    | 30. Aug. 1984 | 29. Aug. 1984 |
| Plänterwald – Baumschulenweg    | 27. Juni 1984 | 26. Juni 1984 |
| Baumschulenweg – Schöneweide    | 24. Mai 1984  | 26. Mai 1984  |
| Grünau – Eichwalde (eingleisig) | 6. Mai 1977   | 6. Mai 1977   |
| Grünau – Eichwalde              | 30. Nov. 1980 | 17. Dez. 1979 |

Ende November 1986 nahm die Reichsbahn das Relaisstellwerk Wrs (Bauart GS II Sp 64b) am S-Bahnhof Warschauer Straße in Betrieb und legte unter anderem das Stellwerk Vrs in diesem Zusammenhang still, das für die Baufreimachung für ein weiteres Gleis kurz darauf abgerissen wurde. Der Stellbereich erstreckte sich bis zur Südringkurve, von dort bis Treptower Park war das Stellwerk Okn-S zuständig. Im Zusammenhang mit der Wiederinbetriebnahme der Verbindungsbahn Neukölln – Baumschulenweg im Dezember 1993 ging im Stellwerksturm Bsw in Baumschulenweg ein Relaisstellwerk der Bauart GS III Sp 8030 in Betrieb. Das alte elektromechanische Stellwerk war 1982 noch vorhanden, wurde aber vermutlich mit der Umstellung auf AB 70S stillgelegt.
Ab 2005 begann die Aufschaltung der ersten elektronischen Stellwerke (ESTW) entlang der Strecke. 2005 ging das Stellwerk BGAS für die Bahnhöfe Grünau und Königs Wusterhausen in Betrieb, das im März 2009 um den dazwischen gelegenen Abschnitt Eichwalde – Zeuthen – Wildau erweitert wurde. Im Rahmen der Umbauarbeiten am Ostkreuz wurde das Stellwerk Wrs Anfang 2012 außer Betrieb genommen und die Stellwerke Okn-S in Ostkreuz und Tw in Treptower Park durch das elektronische Stellwerk BFA ersetzt. Für den Abschnitt Warschauer Straße – Ostkreuz und die Ausfädelung der Südringkurve ging das elektronische Stellwerk BOK im Sommer 2017 in Betrieb. Die Südringkurve wurde hierbei mit dem Zugbeeinflussungssystem S-Bahn Berlin (ZBS) ausgerüstet. Im Rahmen der ab 2006 laufenden Umbauarbeiten ist die Aufschaltung weiterer ESTW für den Mittelabschnitt vorgesehen. Die Inbetriebnahme des ESTW Schöneweide ist für frühestens 2025 vorgesehen. In diesem Zeitraum soll auch die Umrüstung der übrigen Streckenabschnitte auf ZBS erfolgen.

## Verkehr

### Personenverkehr

#### Dampfbetriebener Vorortverkehr
Die Niederschlesisch-Märkische Eisenbahn nahm am 1. Januar 1872 einen bescheidenen Personenverkehr auf der Neuen Verbindungsbahn – der späteren Ringbahn – auf. Die Züge fuhren zunächst zweimal täglich, ab dem 15. Mai 1873 fuhren bereits acht Zugpaare im Abstand von rund zwei Stunden. Zwischen Stralau und dem Frankfurter Bahnhof fuhren Pendelzüge, die im Anschluss an die Ringbahnzüge verkehrten. Die ersten Anfänge eines Vorortverkehrs auf der Görlitzer Bahn kamen Ende der 1860er Jahre mit der Einrichtung des Haltepunkts Neuer Krug auf. Mit der Einrichtung weiterer Halte nahm der Ausflugsverkehr weiter zu. Ab Sommer 1878 setzte die BGE sogenannte Omnibuszüge, bestehend aus einer Kastenlokomotive und bis zu vier teils doppelstöckigen Personenwagen, ein. Die Vorortzüge fuhren zwischen Grünau beziehungsweise Königs Wusterhausen und dem Görlitzer Bahnhof in Berlin, ab dem 6. November 1885 auch zur Berliner Stadtbahn. Die Zugfolge betrug anfänglich drei Stunden und wurde schrittweise auf eine Stunde verkürzt. Die Fernzüge der Görlitzer Bahn nahmen zwischen 1885 und 1896 ebenfalls den Weg zur Stadtbahn.
Der Sommerfahrplan 1895 sah zwischen der Abzweigstelle Vtw und Niederschöneweide-Johannisthal werktags bis zu 49 Zugpaare vor, von denen über die Hälfte (30 Zugpaare) von und nach der Stadtbahn fuhren. Zwischen Niederschöneweide-Johannisthal und Grünau waren 34 Zugpaare, darunter ein Arbeiterzugpaar, zwischen Grünau und Königs Wusterhausen 15 Zugpaare vorgesehen. Weitere 43 Zugpaare fuhren über die Südringkurve zwischen Stadtbahn und Südring. Für die Dauer der Berliner Gewerbeausstellung waren täglich bis zu 32 Zugpaare zwischen der Stadtbahn und 87 Zugpaare zwischen dem Görlitzer Bahnhof und dem Ausstellungsbahnhof als Zusatzleistung vorgesehen. Ab dem 1. Mai 1900 fuhren die Stadtringzüge halbstündlich über die Südringkurve.
Vor allem im Ausflugsverkehr war die Strecke stark nachgefragt. So sah der Sommerfahrplan 1904 werktags 92 Vorortzüge und sonntags 206 Vorortzüge je Richtung auf der Strecke vor. 84 Züge fuhren ab Görlitzer Bahnhof, 122 Züge fuhren von und nach der Stadtbahn. Während die vom Görlitzer Bahnhof kommenden Züge planmäßig in Grünau endeten und teilweise bis Königs Wusterhausen durchfuhren, endeten 76 Züge von der Stadtbahn kommend in Niederschöneweide-Johannisthal. Vor der Elektrifizierung waren werktags zwischen Südring und Grünau 22 Zugpaare, zwischen Nordring und Niederschöneweide-Johannisthal 18 Zugpaare, zwischen der Stadtbahn und Spindlersfeld 40 Zugpaare und zwischen der Stadtbahn und Grünau 71 Zugpaare vorgesehen. Hinzu kamen weitere 43 Vorortzugpaare auf den Görlitzer Ferngleisen.

#### Elektrische S-Bahn

##### 1928–1961
Nach der Elektrifizierung der Vorortgleise blieben zunächst die alten Fahrpläne weiter gültig. Mit der Aufnahme des vollelektrischen Betriebs nach Spandau West konnten die Fahrzeiten an die neue Streckenhöchstgeschwindigkeit von 70 km/h angepasst werden. Die Fahrzeit zwischen dem Schlesischem Bahnhof und Grünau verkürzte sich dadurch von 33 auf 24 Minuten. Am 15. Januar 1930 passte die Reichsbahn die Fahrzeiten nach Heraufsetzung der Höchstgeschwindigkeit auf 75 km/h erneut an. Der Fahrplan von 1932 sah auf der Strecke mehrere Zuggruppen vor. Neben der Stammzuggruppe H, die tagsüber durchgehend im Zehnminutentakt fuhr, waren dies werktags die Zuggruppen F (Friedrichshagen – Stadtbahn – Nordring – Spindlersfeld) und G (Mahlsdorf – Stadtbahn – Südring – Grünau), jeweils im Halbstundentakt. Sonntags fuhr an ihrer Stelle die Zuggruppe DI. Bei Bedarf konnten anders laufende oder zusätzliche Zuggruppen eingelegt werden. Aufgrund der stärkeren Nachfrage im Ausflugsverkehr waren diese Zuggruppen in der Regel dreimal je Stunde im Einsatz. Im Bahnhof Grünau war ein Reservezug für die Zuggruppen auf der Stadt- und Ringbahn stationiert. Die Dampfzüge zwischen Görlitzer Bahnhof Königs Wusterhausen wurden nach der Elektrifizierung der Vorortgleise überwiegend auf die Verbindung Grünau – Königs Wusterhausen reduziert. Der Sommerfahrplan von 1939 zeigt für die Strecke eine ähnliche Belegung auf.
| KBS  | Zug- gruppe | VT    | Züge/h | Laufweg                                                      | Bemerkungen                                                          |
| ---- | ----------- | ----- | ------ | ------------------------------------------------------------ | -------------------------------------------------------------------- |
| 201c | F           | Mo–Sa | 2      | Friedrichshagen – Stadtbahn – Nordring – Spindlersfeld       | nur im Berufsverkehr                                                 |
| 202b | DI          | So    | 3      | Wilmersdorf-Friedenau – Grünau                               |                                                                      |
| 202b | G           | Mo–Sa | 2      | Mahlsdorf – Stadtbahn – Südring – Grünau                     |                                                                      |
| 205a | H           | Mo–So | 6      | Grünau – Stadtbahn – Spandau West oder Wilmersdorf-Friedenau | Charlottenburg – Wilmersdorf-Friedenau 2 Zuggruppen im Berufsverkehr |

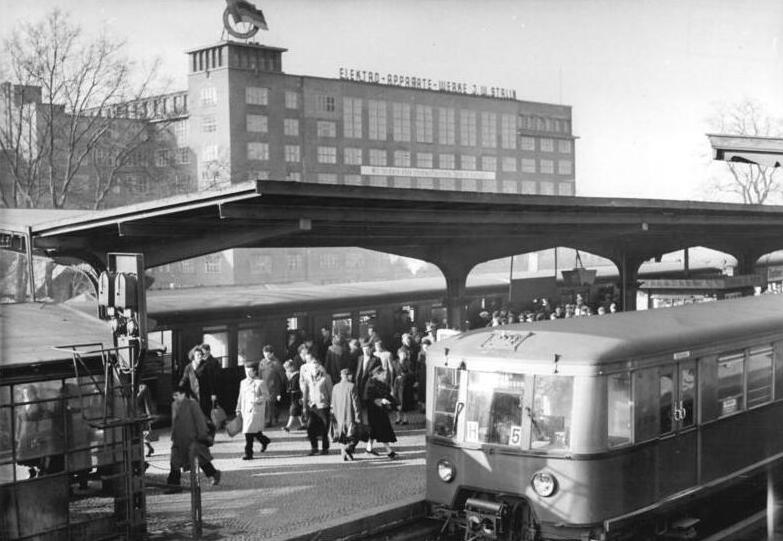
Triebwagen der BR 167 auf der Zuggruppe H nach Königs Wusterhausen im Bahnhof Treptower Park, 1958

Nach Kriegsende rollten ab dem 11. Juli 1945 die ersten Züge zwischen Hermannstraße und Grünau. Ab 15. Februar 1946 fuhren Züge wieder von und nach Treptower Park. Die Südringkurve ging im August 1946 wieder in Betrieb. Die nächsten größeren Änderung ergaben sich am 30. April 1951 mit der Verlängerung der Zuggruppe H von Grünau nach Königs Wusterhausen. Zusätzlich bestand eine Verstärkerzuggruppe HIV zwischen Friedrichstraße und Grünau. Die nach Königs Wusterhausen laufenden Züge fuhren dabei zuerst in das beidseitig angebundene Kehrgleis 40 und warteten dort den Gegenzug ab, bevor es weiter in das Bahnsteiggleis 2 ging. Ab dem 2. Oktober 1951 fuhren die Züge Richtung Berlin durch das Kehrgleis. Ab dem 28. August 1951 bestand mit der Zuggruppe N (Spandau West – Nordring – Grünau) eine weitere Verbindung. Diese führte entlang der elektrifizierten Hamburger und Lehrter Bahn über Siemensstadt-Fürstenbrunn. Ab 1952 fuhr die Zuggruppe N anstelle von Grünau bis Spindlersfeld, die dort eingesetzte Zuggruppe J stellte die Reichsbahndirektion Berlin daraufhin ein. Für die ab dem 26. Mai 1952 durchgeführten Kontrollen am Bahnhof Eichwalde wurden sechs Minuten zusätzlich eingeplant. Ab 1958 setzte die Reichsbahn zwischen Ostbahnhof und Eichwalde Verstärkerzüge im 40-Minuten-Takt ein. Ab 1961 fuhren diese Züge bis Zeuthen durch, ab 1969 im 20-Minuten-Takt.

##### 1961–1990
| KBS  | Zug- gruppe | VT    | Züge/h | Laufweg                                     | Bemerkungen          |
| ---- | ----------- | ----- | ------ | ------------------------------------------- | -------------------- |
| 101a | G           | Mo–So | 3      | Mahlsdorf – Stadtbahn – Südring – Grünau    |                      |
| 103  | H           | Mo–So | 3      | Falkensee – Stadtbahn – Königs Wusterhausen |                      |
| 103a | N           | Mo–So | 3      | Spandau West – Nordring – Spindlersfeld     |                      |
| 103d | D           | Mo–Sa | 3      | Friedrichstraße – Grünau                    |                      |
| 103e | HVII        | Mo–Sa | 1–2    | Friedrichstraße – Eichwalde                 | nur im Berufsverkehr |

Größere Veränderungen gab es infolge des Mauerbaus im August 1961. Durch die Kappung der Ringbahn zwischen Treptower Park und Sonnenallee einerseits sowie der Verbindungsbahn zwischen Baumschulenweg und Köllnische Heide andererseits musste nahezu der gesamte S-Bahn-Verkehr von der östlichen Ringbahn zur Görlitzer Bahn geleitet werden. Zusammen mit der Stettiner Bahn entstand so eine Nord-Süd-Achse durch Ost-Berlin. Dis bisher zum Südring verkehrende Zuggruppe G wurde auf östlicher Seite von der Görlitzer Bahn genommen und an ihrer Stelle die Zuggruppe 2 von Bernau kommend über den Ostring nach Schöneweide geführt. Die Zuggruppe N wurde zunächst bis Schönhauser Allee zurückgezogen und später entlang der Stettiner Bahn bis Blankenburg verlängert. Nach der Inbetriebnahme der Verbindung Grünauer Kreuz – Flughafen Schönefeld am 26. Februar 1962 wurden die Zuggruppe 2 und eine neu eingerichtete HVZ-Zuggruppe C ab Ostbahnhof zum Zentralflughafen Schönefeld geführt. Werktags richtete die Reichsbahn weitere Zuggruppen bis Schöneweide ein, zwischen Ostkreuz und Schöneweide lag die Auslastung bei bis zu acht Zuggruppen oder 24 Zügen je Stunde und Richtung. Ab dem 17. Januar 1970 wurden die Zugkreuzungen der nach Königs Wusterhausen laufenden Züge von Gleis 40 in Königs Wusterhausen nach Zeuthen verlegt. Durch die zusätzlich maschinelle Erstellung des Fahrplans konnten zwischen Grünau und Königs Wusterhausen sechs Minuten Fahrzeit eingespart werden.
| KBS | Zug- gruppe | VT    | Züge/h | Laufweg                                | Bemerkungen                           |
| --- | ----------- | ----- | ------ | -------------------------------------- | ------------------------------------- |
| 110 | D           | Mo–Fr | 3      | Alexanderplatz – Grünau                | nur im Berufsverkehr                  |
| 110 | H           | Mo–So | 3      | Friedrichstraße – Königs Wusterhausen  |                                       |
| 115 | C           | Mo–So | 3      | Friedrichstraße – Flughafen Schönefeld |                                       |
| 140 | K           | Mo–So | 3      | Oranienburg – Flughafen Schönefeld     |                                       |
| 141 | M           | Mo–Fr | 3      | Pankow – Grünau                        | nur im Berufsverkehr                  |
| 141 | N           | Mo–So | 3      | Bernau – Grünau (– Zeuthen)            | Grünau – Zeuthen nur im Berufsverkehr |
| 142 | O           | Mo–So | 3      | Blankenburg – Spindlersfeld            |                                       |
| 143 | U           | Sa+So | 3      | Buch – Schöneweide                     | nur tagsüber                          |

##### Seit 1990

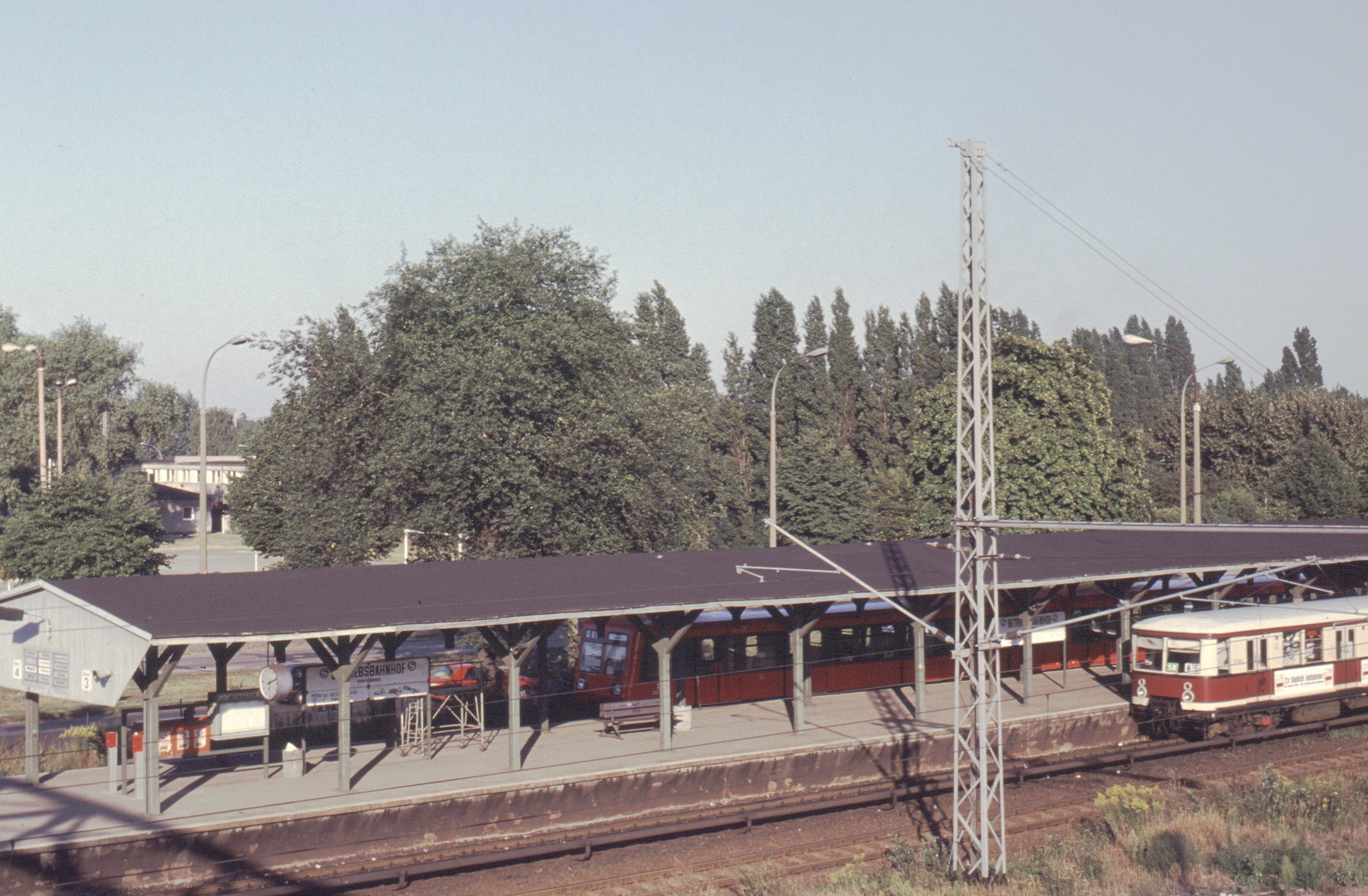
Triebwagen der BR 277 auf der Linie S8 (Zuggruppe N) bei der Ausfahrt aus dem Betriebsbahnhof Schöneweide nach Grünau. In der Gegenrichtung steht ein Triebwagen der BR 270 auf der Linie S6 (Zuggruppe H) nach Charlottenburg, 1991.

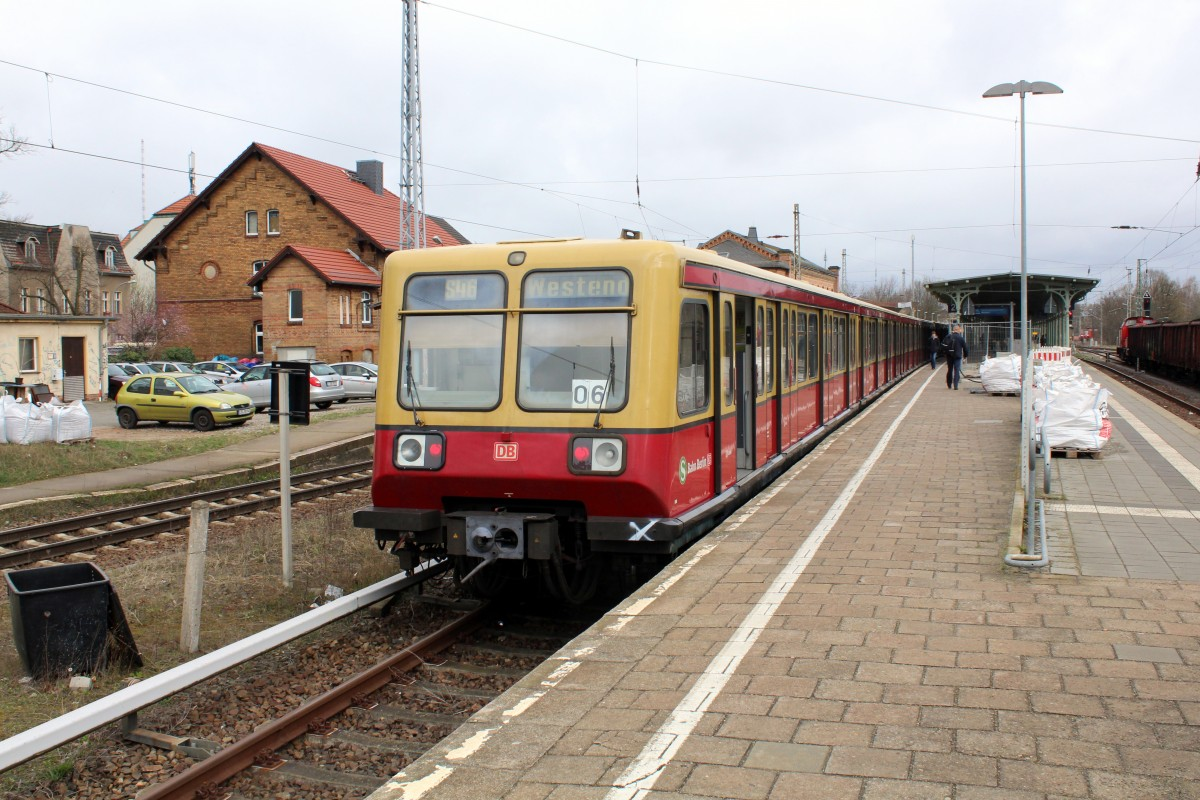
Triebwagen der BR 485 auf der Linie S46 in Königs Wusterhausen, 2015

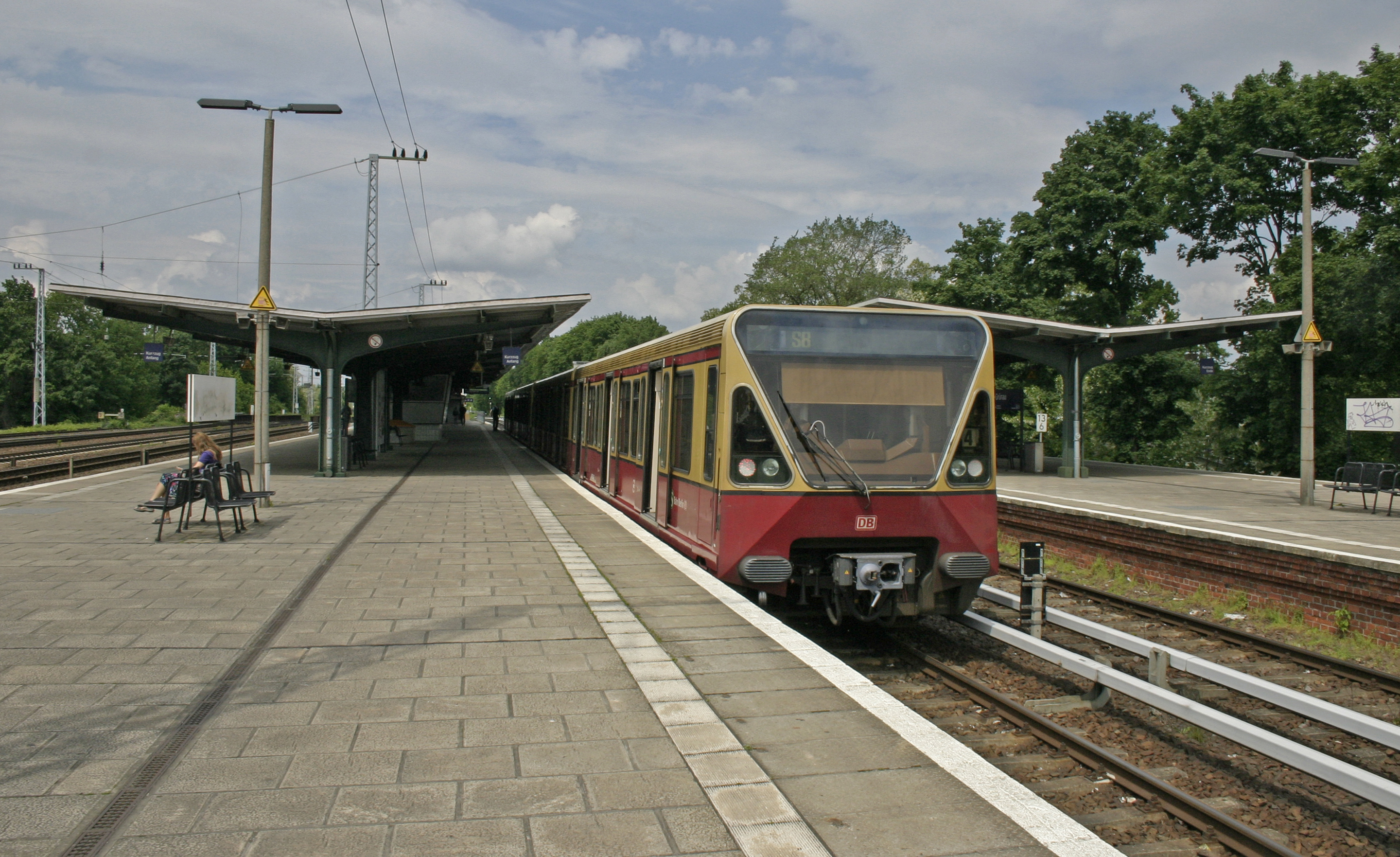
Triebwagen der BR 480 auf der Linie S8 in Berlin-Grünau, 2018

Nach Inkrafttreten der Währungsunion konnten die S-Bahn-Netze beider Stadthälfte am 2. Juli 1990 am Bahnhof Friedrichstraße miteinander verbunden werden. Die nach West-Berlin fahrenden Züge wurden unabhängig vom östlichen Endbahnhof als Linie S3 bezeichnet. Die Zuggruppe C wurde von Friedrichstraße bis Charlottenburg, die Zuggruppe H bis Wannsee verlängert. Nach der einheitlichen Vergabe von Liniennummern am 2. Juni 1991 erhielten die auf der Görlitzer Bahn verkehrenden Zuggruppen die Nummern S6 (Zuggruppen H, HI), S8 (Zuggruppen N), S85 (Zuggruppe O, U), S9 (Zuggruppe C) und S10 (Zuggruppe K, KI) zugeteilt. Im Frühjahr 1993 tauschten die Linien S85 und S10 ihre südlichen Endpunkte.
| Linie/ KBS | Zug- gruppe | VT    | Züge/h | Laufweg                                      | Bemerkungen                               |
| ---------- | ----------- | ----- | ------ | -------------------------------------------- | ----------------------------------------- |
| 201.45     | U           | Mo–So | 3      | Westend – Flughafen Schönefeld               |                                           |
| 201.46     | D           | Mo–So | 3      | Westend – Schöneweide (– Grünau)             | Schöneweide – Grünau nur im Berufsverkehr |
| 201.6      | H           | Mo–So | 3      | Westkreuz – Königs Wusterhausen              |                                           |
| 201.8      | N           | Mo–So | 3      | Bernau – Grünau (– Zeuthen)                  | Grünau – Zeuthen nur im Berufsverkehr     |
| 201.8      | O           | Mo–So | 3      | Buch – Schöneweide                           |                                           |
| 201.9      | C           | Mo–So | 3      | Westkreuz – Stadtbahn – Flughafen Schönefeld |                                           |
| 201.10     | K           | Mo–So | 3      | Birkenwerder – Spindlersfeld                 |                                           |

Am 17. Dezember 1993 gingen der Südring und die Verbindungsbahn Neukölln – Baumschulenweg wieder in Betrieb. Die nur an Wochenenden verkehrende Zuggruppe U wurde ganztags als Linie S45 (Westend – Flughafen Schönefeld) eingerichtet und die neue Zuggruppe D als Linie S46 (Westend – Grünau). Zum Sommerfahrplan 1994 verlängerte die Deutsche Bahn die S46 nach Königs Wusterhausen und reduzierte dafür die auf den Berufsverkehr eingeschränkte S6 auf den Zuglauf Warschauer Straße – Zeuthen. Zusätzlich verkehrten auf den Linien S45 und S46 Berufsverstärker als Zuggruppen UI beziehungsweise DI. Nach der Wiederinbetriebnahme der Ringbahn zwischen Treptower Park und Neukölln stellte die S-Bahn Berlin GmbH die Verstärker wieder ein.
Während der Streckensanierung zwischen Treptower Park und Baumschulenweg fuhren die Linien S45 und S46 auf ihrem angestammten Laufweg, zusätzlich fuhren die Verstärkerzuggruppen UI und DI zwischen Hermannstraße und Flughafen Schönefeld sowie Hermannstraße und Grünau beziehungsweise Zeuthen. Die Linien S8 (Zuggruppe N) und S85 (ehemals: S10, Zuggruppe K) fuhren ab Treptower Park bis Hermannstraße beziehungsweise Tempelhof ohne Berührung der Görlitzer Bahn. Die Verbindung Schöneweide – Spindlersfeld bediente eine Linie S86 (Zuggruppe KI im Pendelverkehr. Die übrigen Linien fuhren während der Bauarbeiten nicht, die Liniennummer S10 wurde nach Abschluss im Dezember bis heute nicht wieder vergeben. Mit der Schließung der Ringbahn am 15. Juni 2002 stellte die S-Bahn den Betrieb der Linie S6 ein, die Fahrten nach Zeuthen übernahm künftig die S8. Anstelle der S85 nach Spindlersfeld fuhr nun die neu eingerichtete Linie S47. Da die Fahrzeit für den Vollring anfangs noch bei 63 Minuten lag, fuhren die S46 und S47 zusammen mit den Ringbahnlinien S41 und S42 sowie der S2 bis zum 28. Mai 2006 nach dem sogenannten „Schneckenkonzept“. Die Züge fuhren von Süden kommend über den Südring bis Gesundbrunnen, dann einmal den Vollring und dann von Gesundbrunnen nach Bernau beziehungsweise Buch. Ein Umlauf dauerte so elf Stunden. Seitdem die Fahrzeit für eine „Umdrehung“ bei 60 Minuten liegt, sind die Linien wieder voneinander entkoppelt.
Während des Neubaus der Südringkurve fuhr die S9 planmäßig über den Ostring bis Blankenburg. Seit der Wiederinbetriebnahme ist Spandau der nordwestliche Endbahnhof der Linie. Seit dem 14. Oktober 2022 fahren die Verstärkerfahrten der S8 über Zeuthen hinaus bis Wildau.
| Linie/ KBS | Zug- gruppe | VT    | Züge/h | Laufweg                                         | Bemerkungen                                   |
| ---------- | ----------- | ----- | ------ | ----------------------------------------------- | --------------------------------------------- |
| 200.45     | UI          | Mo–So | 3      | Südkreuz – Flughafen BER                        |                                               |
| 200.46     | D           | Mo–So | 3      | (Gesundbrunnen –) Westend – Königs Wusterhausen | Gesundbrunnen – Westend nur Sa+So nachmittags |
| 200.47     | K           | Mo–So | 3      | Hermannstraße – Spindlersfeld                   |                                               |
| 200.8      | N           | Mo–So | 3      | Birkenwerder – Blankenburg – Grünau (– Zeuthen) | Grünau – Zeuthen nur im Berufsverkehr         |
| 200.85     | NI          | Mo–So | 3      | Pankow – Schöneweide (– Grünau)                 | Schöneweide – Grünau nur Mo–Fr                |
| 200.9      | C           | Mo–So | 3      | Spandau – Flughafen BER                         |                                               |

### Güterverkehr
Die Ringbahn war zunächst für den Güterverkehr konzipiert worden. Die Verbindungskurven dienten dem Wechsel zwischen der Niederschlesisch-Märkischen Bahn und Ostbahn mit der Ringbahn. Da durch den innen liegenden Anschluss der Verkehr auf dem Frankfurter und Ostbahnhof enorm zunahm, gingen 1879 die Rangierbahnhöfe Rummelsburg und Lichtenberg-Friedrichsfelde als erste ihrer Art im Berliner Raum in Betrieb. Beide Bahnhöfe waren über die Gleisschleife Rummelsburg beidseitig mit der Ringbahn verbunden. In der Folge fuhren Güterzüge zwischen Ring- und Frankfurter Bahn fast ausschließlich über die neue Verbindung.
Zu den wenigen Güterzügen, die im Zeitraum nach 1879 über die Südringkurve fuhren, gehörte ein täglich verkehrender Markthallenzug vom Rangierbahnhof Tempelhof zum Schlesischen Güterbahnhof, der die aus Südwesten, Süden und Südosten nach Berlin kommenden Wagen sammelte. Die aus den anderen Richtungen zulaufenden Wagen wurden hingegen in Rummelsburg gesammelt und von dort über den Schlesischen Güterbahnhof zum Bahnhof Alexanderplatz gefahren. In der Gegenrichtung fuhren die Züge allesamt über Rummelsburg. Nach Ausbau der Weichenverbindung zwischen Fern- und Vorortbahn in Treptow im Jahr 1931 entfielen die Fahrten in dieser Relation.